# Rafaël (kunstenaar)
Rafaël (Urbino, 6 april 1483 – Rome, 6 april 1520) was een Italiaanse kunstschilder en architect uit de hoogrenaissance. Naast fresco's, altaarstukken en portretten heeft hij ontwerpen gemaakt voor kerken, palazzo's en wandtapijten. Zijn bekendste werk is De school van Athene in het Vaticaan.
Rafaël (of Raphael) is de naam waaronder hij nu wereldwijd bekend is. Zijn echte naam was Raffaello Sanzio. Sanzio is een variant van Santi, de naam van zijn vader (allebei afgeleid van het Latijnse sancti, "heilig"). Als hij zijn werk signeerde, deed hij dit vaak met raphael urbinas, de pseudo-Latijnse vorm van zijn bijnaam Raffaello da Urbino (Rafaël van Urbino).
Hij speelt een prominente rol in Le Vite, de beroemde verzameling kunstenaarsbiografieën geschreven door de 16e-eeuwse schilder en schrijver Giorgio Vasari.

## Biografie

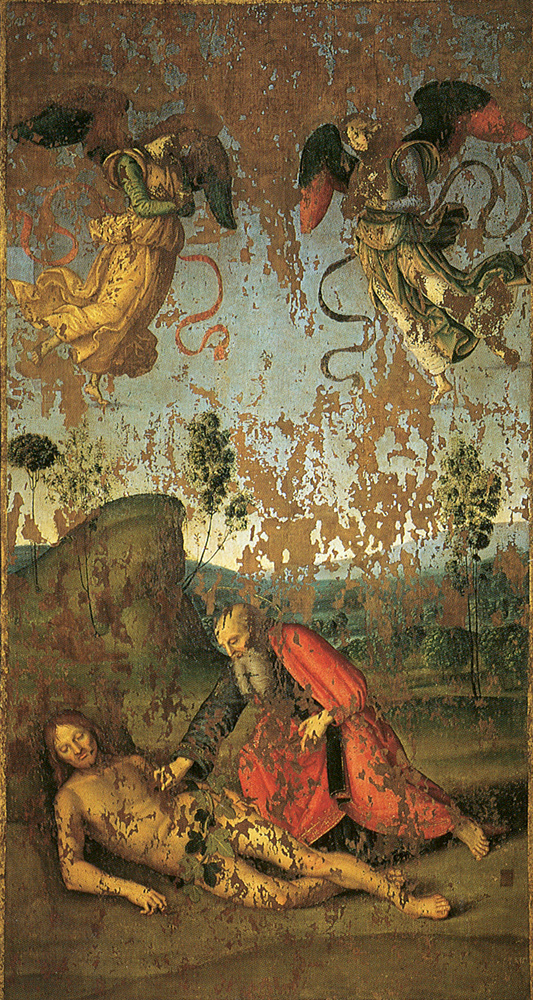
Rafaëls vroegste gedocumenteerde werk: Vaandel van de Drievuldigheid met De schepping van Eva, ca. 1499

### Geboorte
Rafaël werd geboren in Urbino, waar zijn geboortehuis nog steeds te bezoeken is. Er bestaat onzekerheid over zijn geboortedatum. Meestal wordt 6 april vermeld, maar het is de vraag of dit klopt. Nadat hij in 1520 op Goede Vrijdag (6 april) om 3 uur in de ochtend was overleden, ging al snel het verhaal rond dat hij niet alleen tegelijk met Christus was overleden, maar dat hij ook was geboren op dezelfde datum en hetzelfde tijdstip. Dit kon op twee manieren uitgelegd worden: óf hij was in 1483 ook op Goede Vrijdag geboren (zoals Vasari vermeldt) en dan was zijn geboortedatum 28 maart 1483, óf hij was ook op 6 april geboren (zoals op zijn epitaaf staat). Deze laatste datum was waarschijnlijk afkomstig van Rafaëls vrienden, zoals Pietro Bembo en Antonio Tebaldeo. Het lijkt erop dat zijn geboorte al snel onderdeel werd van zijn legende en dat zijn ware geboortedatum onbekend is.

### Jeugd en opleiding
Waarschijnlijk kreeg Rafaël zijn eerste lessen van zijn vader Giovanni Santi. Volgens Vasari had Giovanni contact gelegd met Pietro Perugino en had Rafaël "tot verdriet van zijn moeder" het ouderlijk huis verlaten om bij hem in de leer te gaan, maar aangezien Rafaël zeven of acht jaar was toen zijn moeder in 1491 overleed, en zijn eerste gedocumenteerde werken motieven uit het werk van zijn vader bevatten, is dit scenario onwaarschijnlijk.
Toen zijn vader in 1494 overleed, nam een oom van moederskant de elfjarige Rafaël onder zijn hoede. Er bestaat onzekerheid over Rafaëls activiteiten in de periode tussen 1494 en zijn eerste gedocumenteerde werken uit 1500. Waarschijnlijk werd Timoteo Viti aanvankelijk zijn nieuwe leermeester en is hij enige tijd later bij Perugino in de leer gegaan. Timoteo Viti was een huisvriend van de Santi's en hij was kort ervoor teruggekeerd naar Urbino.

### Eerste zelfstandige werken (1499-1504)
Aan Rafaëls vroegste altaarstukken is af te lezen dat hij in elk geval vanaf circa 1500 werkzaam was in een van Perugino's ateliers, waarschijnlijk in Perugia. Sommige kunsthistorici herkennen Rafaëls hand ook al in Perugino's werken uit de periode 1495-1500, maar dit is omstreden. Het zou dan gaan om de fresco's in de Sala delle Udienze del Collegio del Cambio in Perugia.
Tot aan zijn vestiging in Rome in 1508 is het niet altijd precies bekend waar hij gewoond heeft. Hij heeft in deze periode werken gemaakt voor opdrachtgevers in diverse steden in Midden-Italië, onder andere in Città di Castello (ca. 1500-1504), Perugia (1501-1505), Urbino en, vooral vanaf 1504, Florence. Rond 1502-1503 maakte hij kartons voor fresco's in Siena, die werden uitgevoerd onder leiding van Pinturicchio, een medewerker van Perugino.

### Florence (1504-1508)

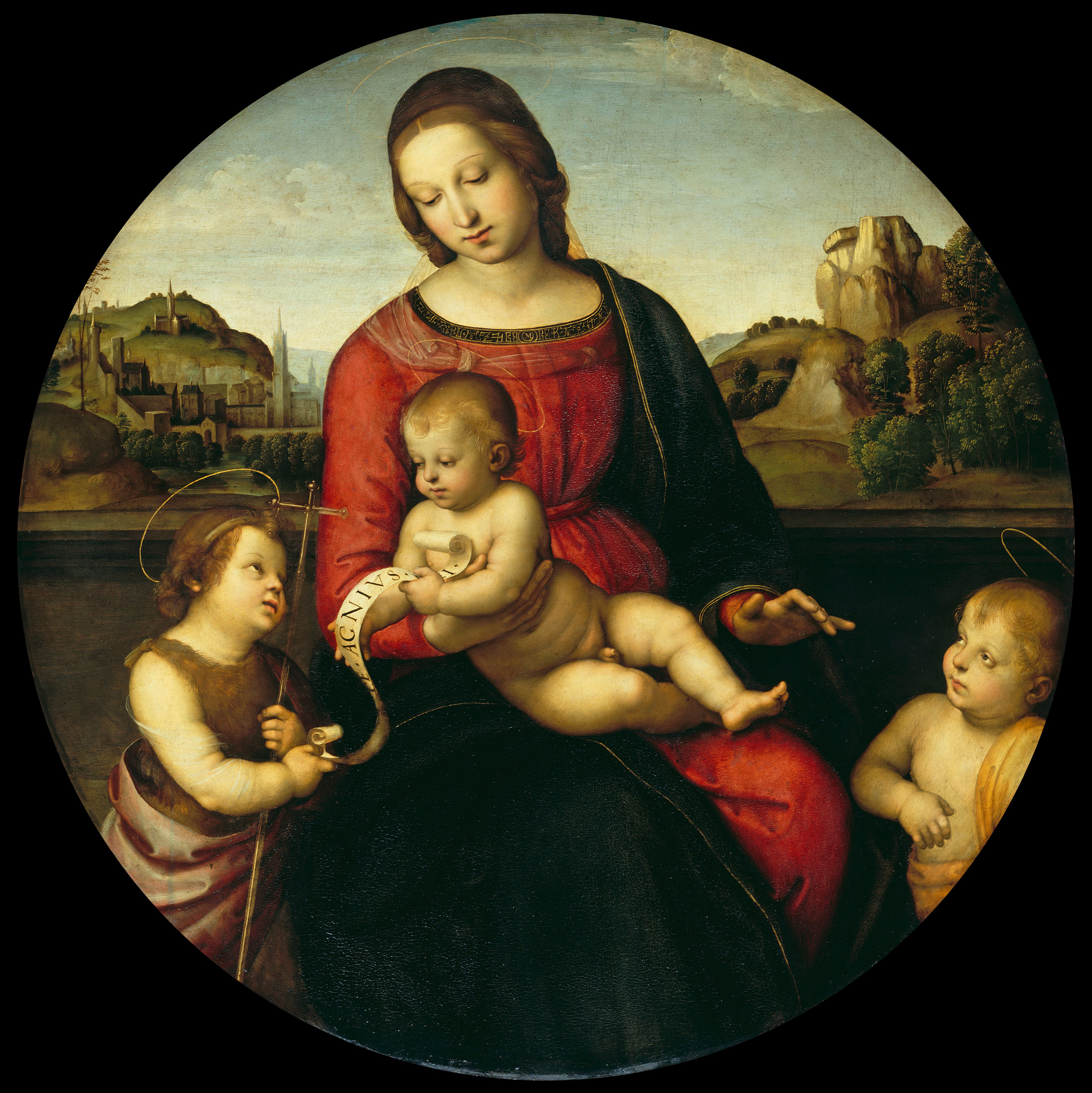
Invloed van Leonardo's Madonna in de grot: Madonna Terranuova, ca. 1505

Rond 1504 ging Rafaël naar Florence om zich verder te ontwikkelen. Hij maakte daar kennis met de revolutionaire werken van Leonardo da Vinci en Michelangelo, die hij meteen gretig bestudeerde. Hij bestudeerde hier ook het werk van 15e-eeuwse kunstenaars als Donatello, Paolo Uccello en Antonio Pollaiuolo. Verder sloot hij vriendschap met de tien jaar oudere Fra Bartolommeo. Ze zouden elkaar diepgaand beïnvloeden. In Florence raakte hij vooral bekend als schilder van een groot aantal Madonna's met Kind, waaronder de Madonna met de anjer, de Madonna met de distelvink en de Madonna del prato (Madonna in de weide).

### Rome (1508-1520)

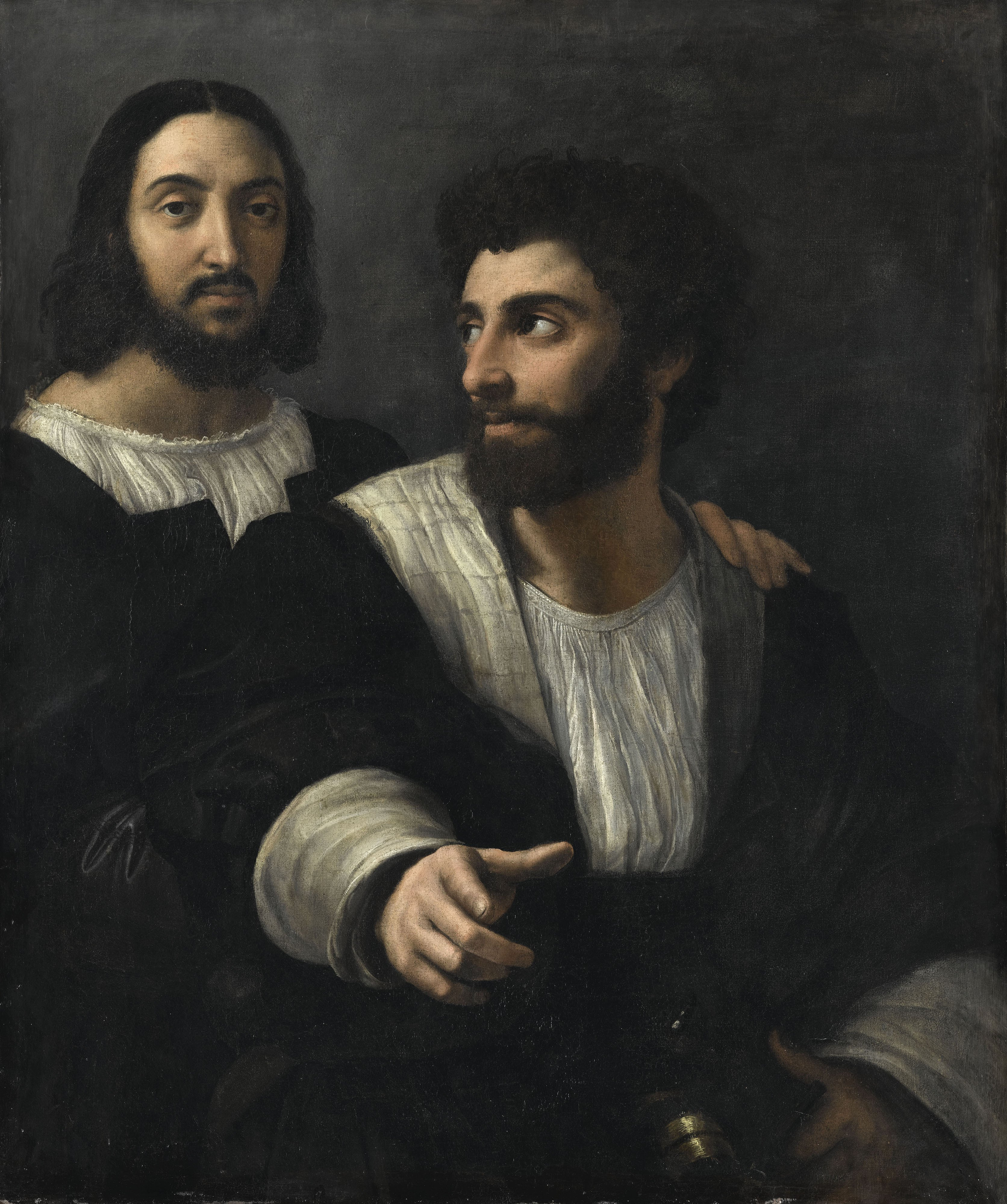
Zelfportret met een vriend, ca. 1518-1519

Waarom Rafaël naar Rome vertrok, vermoedelijk in de laatste maanden van 1508, is niet helemaal duidelijk. In elk geval kreeg hij van paus Julius II de opdracht enkele vertrekken te decoreren in het Apostolisch Paleis in het Vaticaan. Hij begon in 1509 met de Stanza della Segnatura. Hij schilderde hierbij over werk van onder meer Perugino heen. Al snel gold hij in het Vaticaan als de belangrijkste kunstenaar na Michelangelo. Later volgde de decoratie van de Stanza di Eliodoro en, in opdracht van paus Leo X, de Stanza dell'Incendio. De vierde, de Sala di Costantino, werd na zijn dood door ateliermedewerkers voltooid, die ook al grotendeels de fresco's van de derde zaal hadden uitgevoerd naar de ontwerpen van Rafaël.
Hij werkte niet uitsluitend voor de paus. Zo schilderde hij in de Romeinse Villa Farnesina van de bankier Chigi het fresco De triomf van Galatea en produceerde hij portretten. In 1519 kwam in het Vaticaan een serie fresco's naar Bijbelse verhalen gereed in wat nu de Loggia van Rafaël heet. Ook in dit geval was alleen het ontwerp van hem. Na de dood van Bramante in 1514 volgde hij deze op als architect van de Sint-Pieter. Tevens was hij betrokken bij het oudheidkundige onderzoek in Rome in die dagen. Rafaëls laatste belangrijke werk is De transfiguratie, dat bij zijn dood vrijwel gereed was.
Hij stierf op zijn zevenendertigste verjaardag in Rome en ligt begraven in het Pantheon aldaar, wat in Italië de grootst mogelijke eer is. Op zijn graf staat: "Dit is de graftombe van Rafaël, die tijdens zijn leven Moeder Natuur deed vrezen door hem te worden verslagen, en als hij stierf, met hem te moeten sterven."
Er is geen bewijs dat het gerucht van destijds ondersteunt dat de paus hem tot kardinaal wilde benoemen, maar het toont wel Rafaëls zeer hoge status aan.
Zijn belangrijkste leerlingen en de erfgenamen van zijn atelier waren Giulio Romano en Giovan Francesco Penni. Samen voltooiden ze in 1525 de Madonna di Monteluce, een groot altaarstuk met de kroning van Maria voor een nonnenklooster in Perugia, waarvoor Rafaël al in 1505 het contract had getekend.

## Stijl en techniek

### Het klassieke ideaal

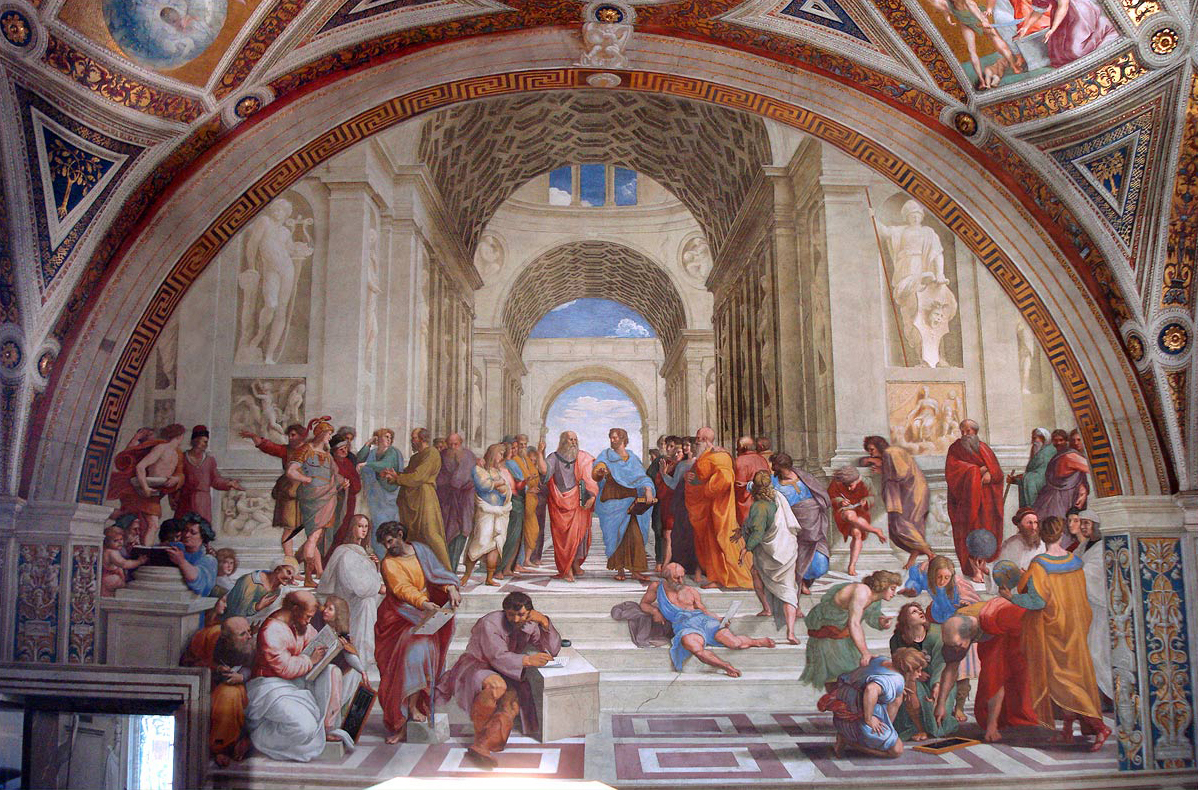
De school van Athene, ca. 1509-1510, Vaticaan

Rafaël was een meester in het verwerken van invloeden van andere kunstenaars – zowel eigentijdse als antieke – tot originele, harmonieuze composities in een eigen stijl. Hij was daarom geen fantasieloze eclecticus, zoals sommige critici hem verweten. Dat suggereert navolging en imitatie van uiteenlopende voorbeelden zonder er een eigen synthese van te maken. Rafaël maakte zelden gebruik van letterlijke citaten uit het werk van andere kunstenaars, maar hij bestudeerde hun werk grondig totdat hij de achterliggende technieken en ideeën begreep en beheerste. Dit was destijds een algemeen geaccepteerde werkwijze die bekend stond als imitatio, zonder een negatieve bijklank. De schoonheid van zijn kunst is gedistilleerd uit die van kunst die hem voorafging en die om hem heen gecreëerd werd. Rafaël zocht in navolging van de klassieken naar een universeel, harmonieus ideaal. Perugino had hier al een aanzet toe gegeven, maar diens figuren kregen op den duur iets stereotieps en sentimenteels. Rafaël voorzag Perugino's statische figuren van meer variatie in houding, beweging en gezichtsuitdrukkingen en hij gaf ze daarmee meer karakter en individualiteit.
Met De triomf van Galatea in de Villa Farnesina vervolgde hij de weg die Botticelli was ingeslagen met diens Primavera en Geboorte van Venus om mythologische onderwerpen in een klassieke setting uit te beelden. In de laatmiddeleeuwse manuscripten was het gebruikelijk deze verhalen te laten vertolken door eigentijdse ridders en jonkvrouwen. Rafaëls Galatea was op haar beurt een inspiratiebron voor de volgende generatie kunstenaars, zoals De ontvoering van Europa van Titiaan.

## Werken

### Altaarstukken
Al jong kreeg Rafaël de kans altaarstukken te schilderen. De eerste waren volledig in de stijl van Perugino. Vasari schreef over zijn Mond-kruisiging dat als er geen signatuur op stond, iedereen het voor een Perugino zou houden, maar hij ontwikkelde zich snel. Zijn composities werden evenwichtiger en zijn figuren levensechter dan die van zijn leermeester, zoals in het geval van De verloving van Maria, dat hij had gebaseerd op een soortgelijk werk van Perugino van kort ervoor. Uit de voorbereidende schetsen die van de Borghese-kruisafneming uit 1507 bewaard zijn gebleven, blijkt hoe hij zich toen al zorgvuldig voorbereidde en de invloeden van onder anderen Michelangelo creatief verwerkte. Ook zijn laatste grote werk, De transfiguratie, heeft een complexe ontstaansgeschiedenis waarbij hij het ontwerp voortdurend aanpaste aan nieuwe invallen.

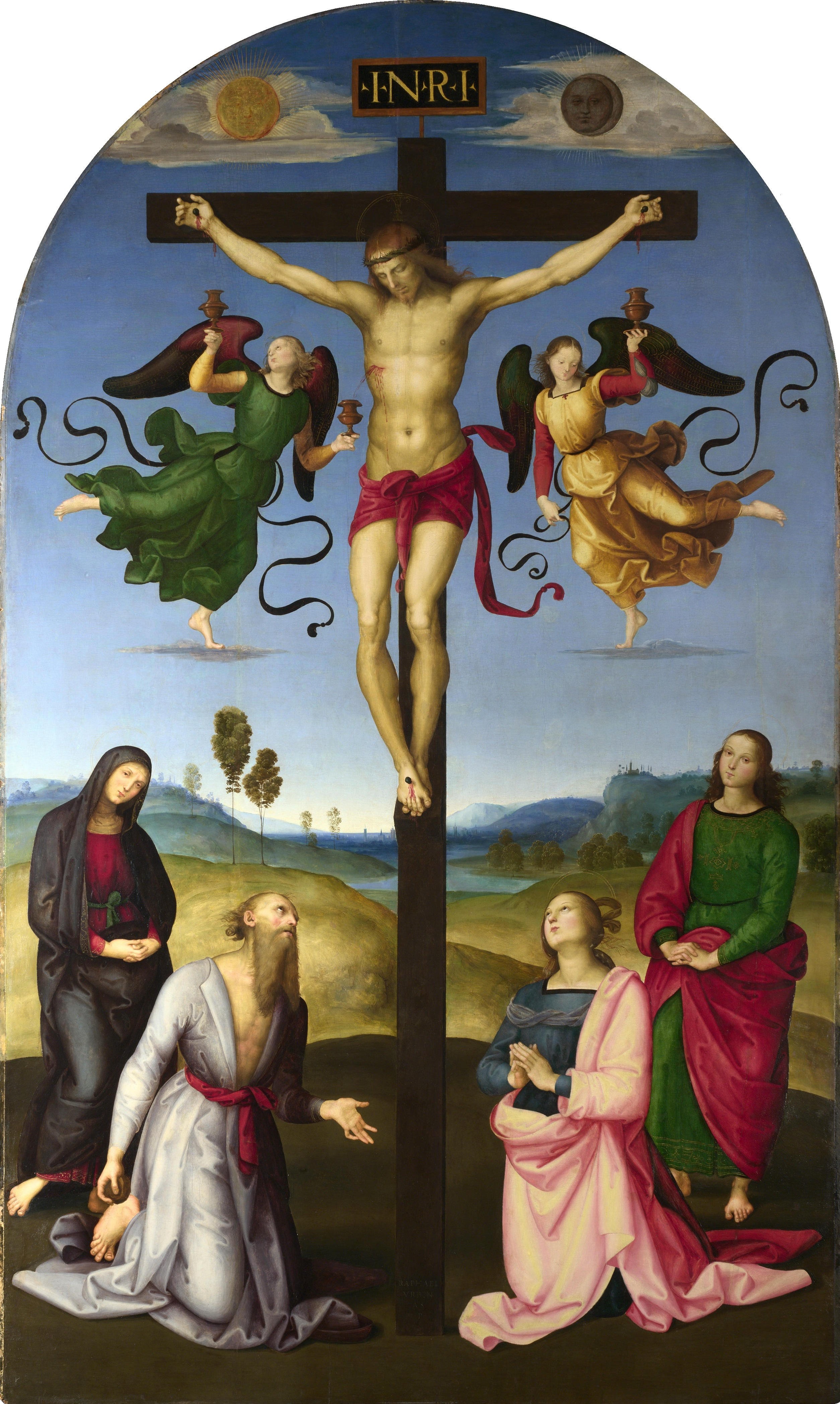
Mond-kruisiging
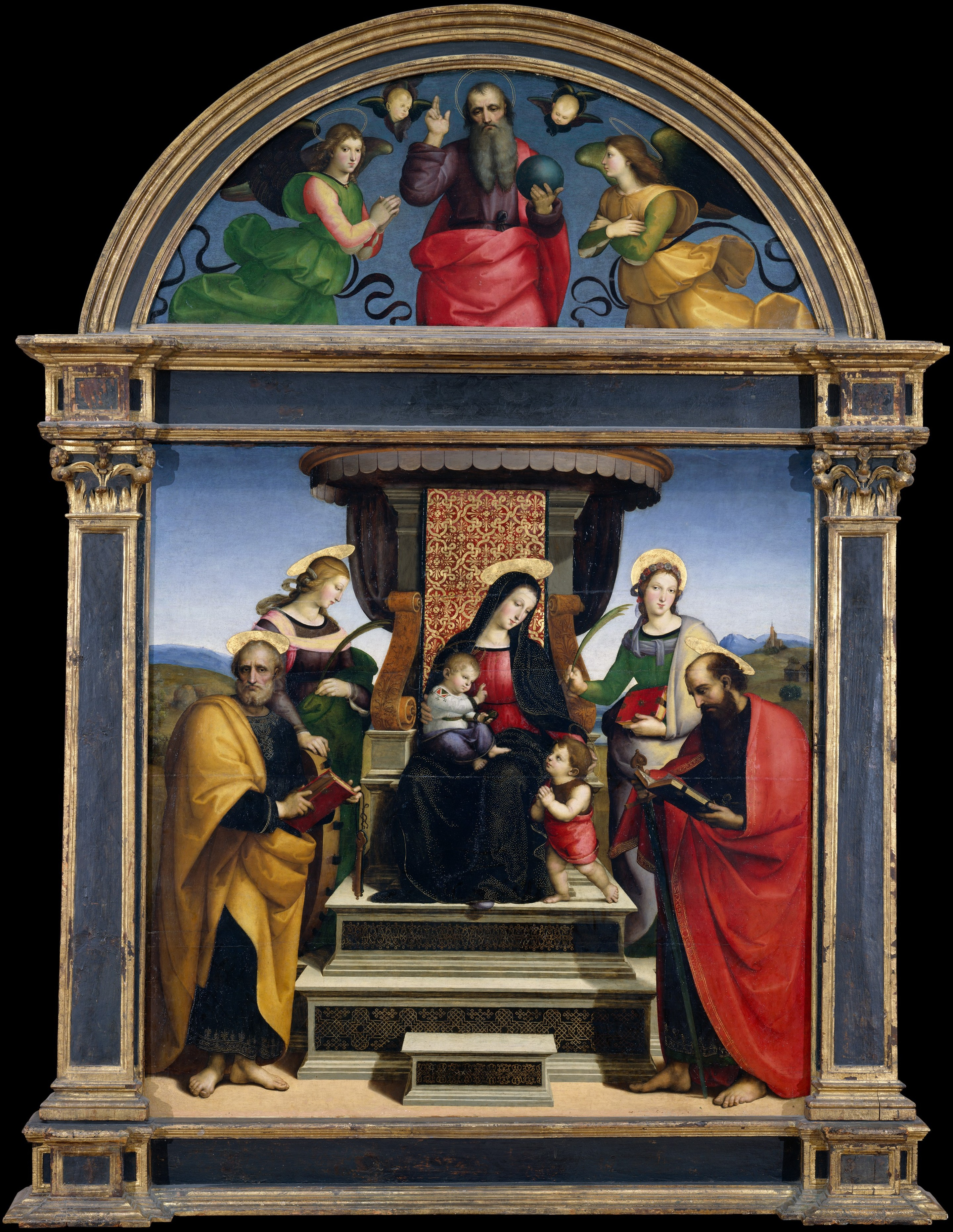
Colonna-altaarstuk
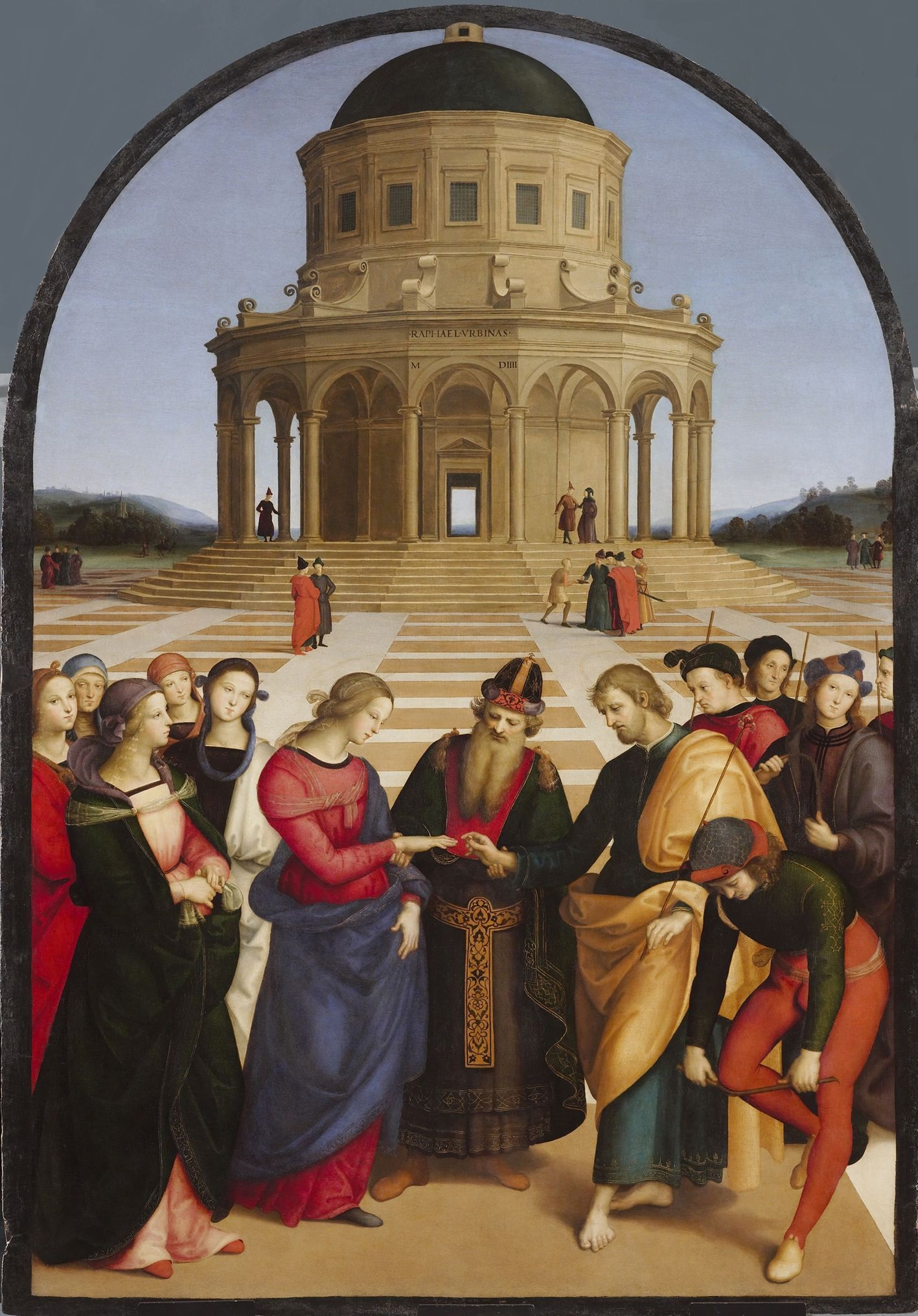
De verloving van Maria
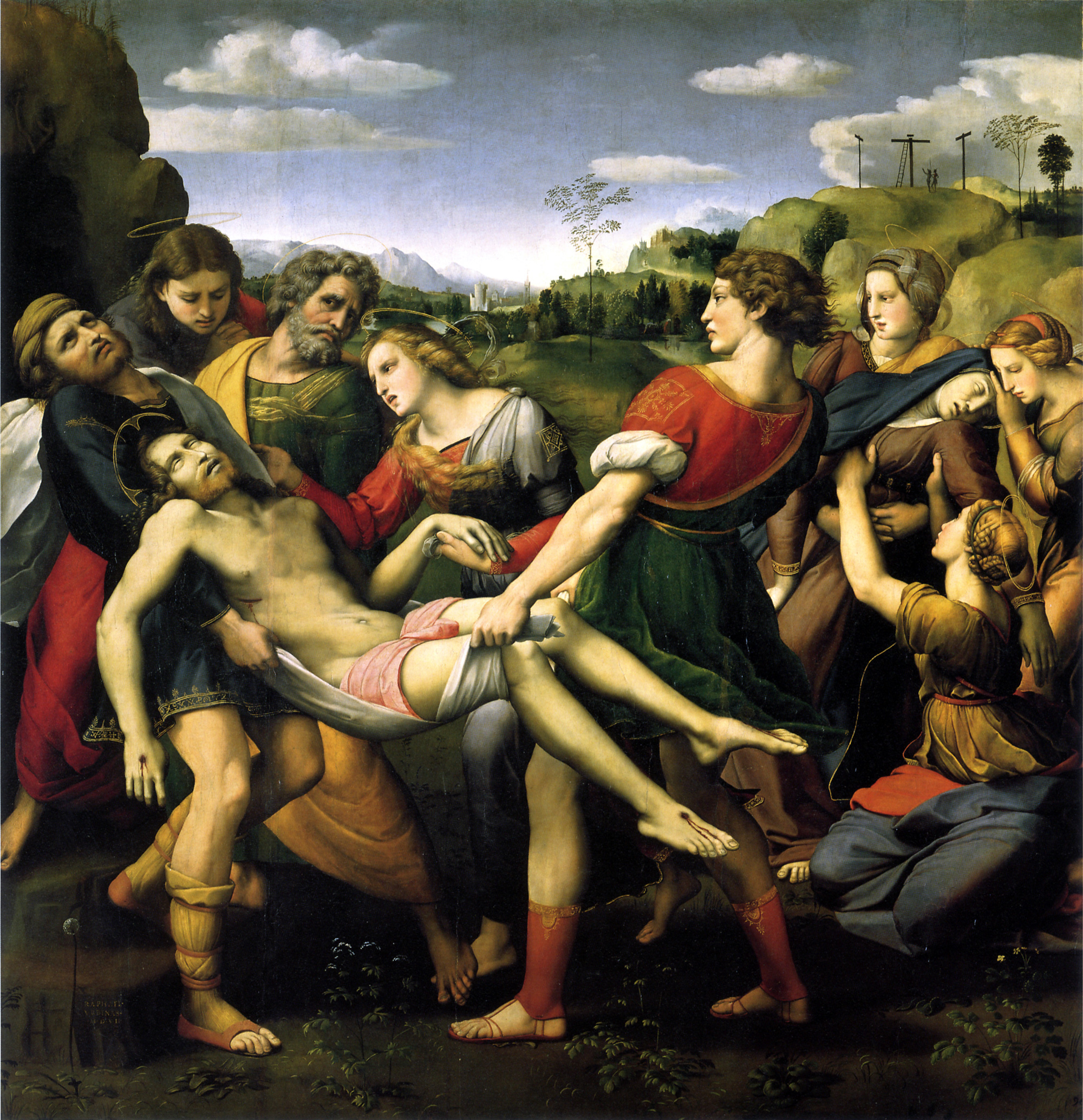
Borghese-kruisafneming
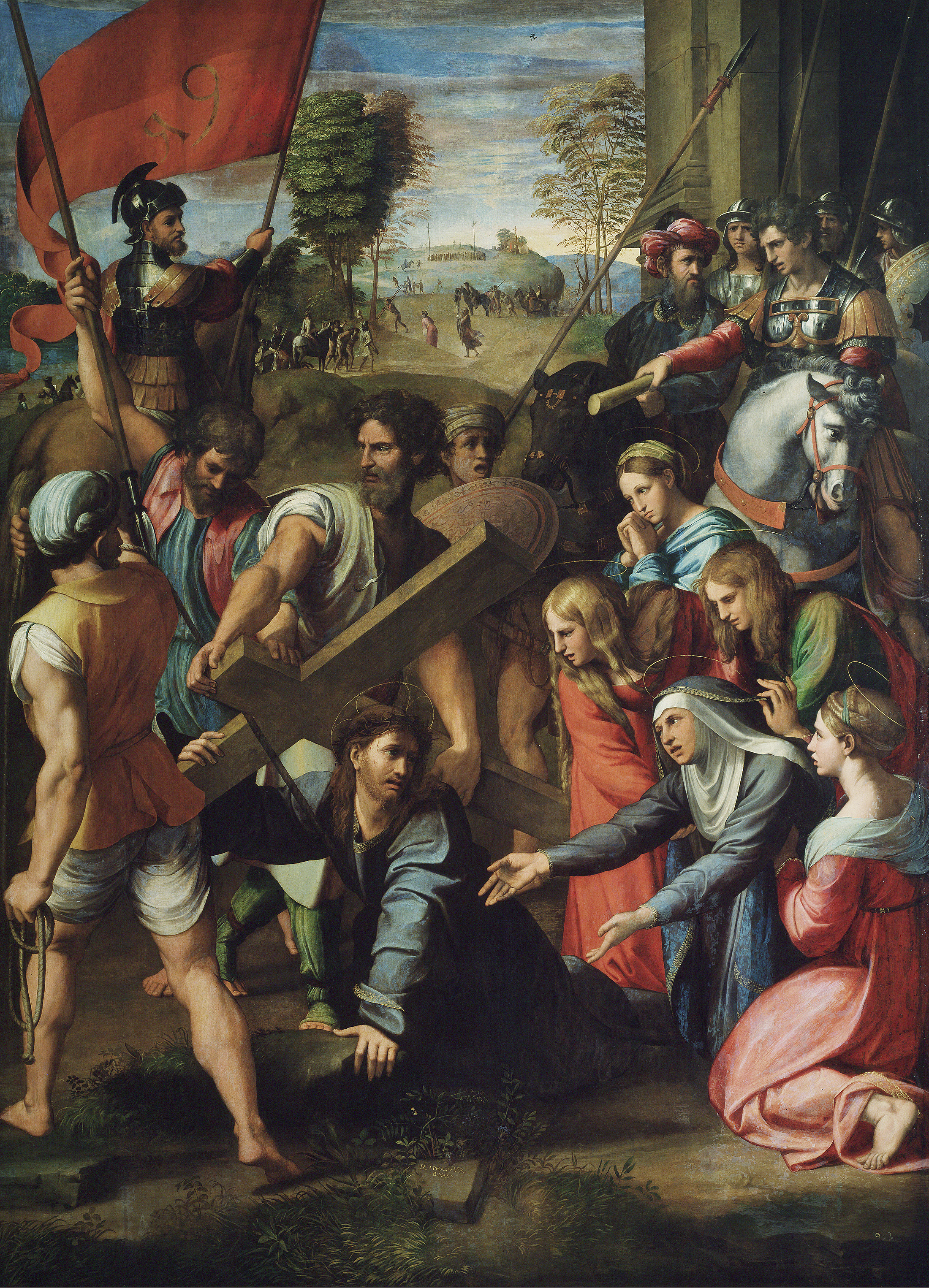
Christus valt onder het kruis
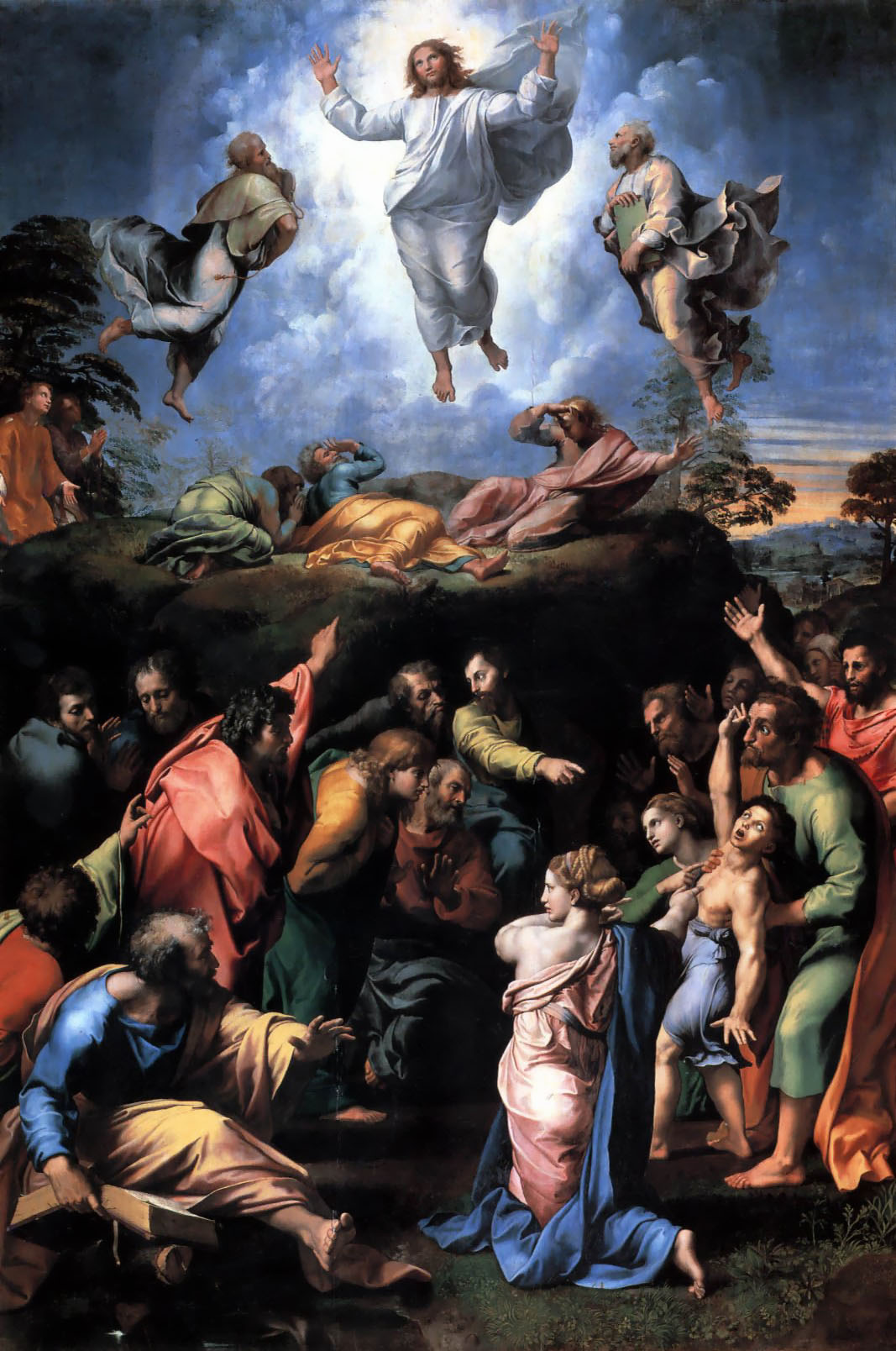
De transfiguratie

### Madonna's
Rafaël is vooral bekend geworden door zijn reeks Madonna's. De eerste Madonna's, die hij in de trant van Perugino maakte, werden onder invloed  van Leonardo da Vinci (Madonna Benois) en Michelangelo (Tondo Doni) gevolgd door nieuwe variaties die steeds verfijnder werden. De vaak driehoekige composities ontleende hij aan Leonardo. Moeder en Kind werden afwisselend vergezeld door de jonge Johannes de Doper, Jozef, Elisabeth of heiligen (een zogeheten sacra conversazione). Schilderijen als de Madonna van de groothertog, de Sixtijnse Madonna en de Madonna met de stoel zijn zo vaak gereproduceerd en geïmiteerd dat ze clichés zijn geworden, waardoor latere generaties vergaten hoe origineel ze waren.

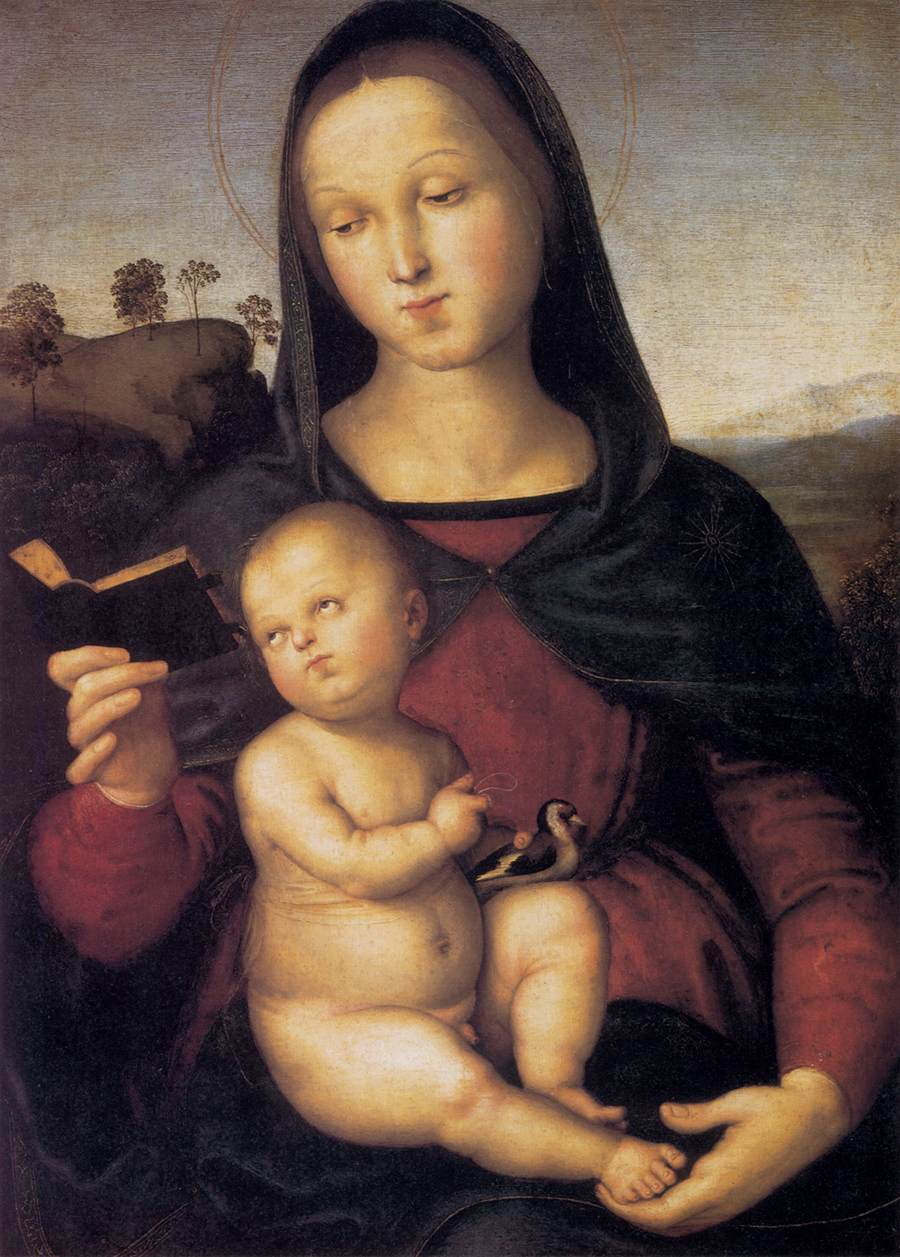
Madonna Solly
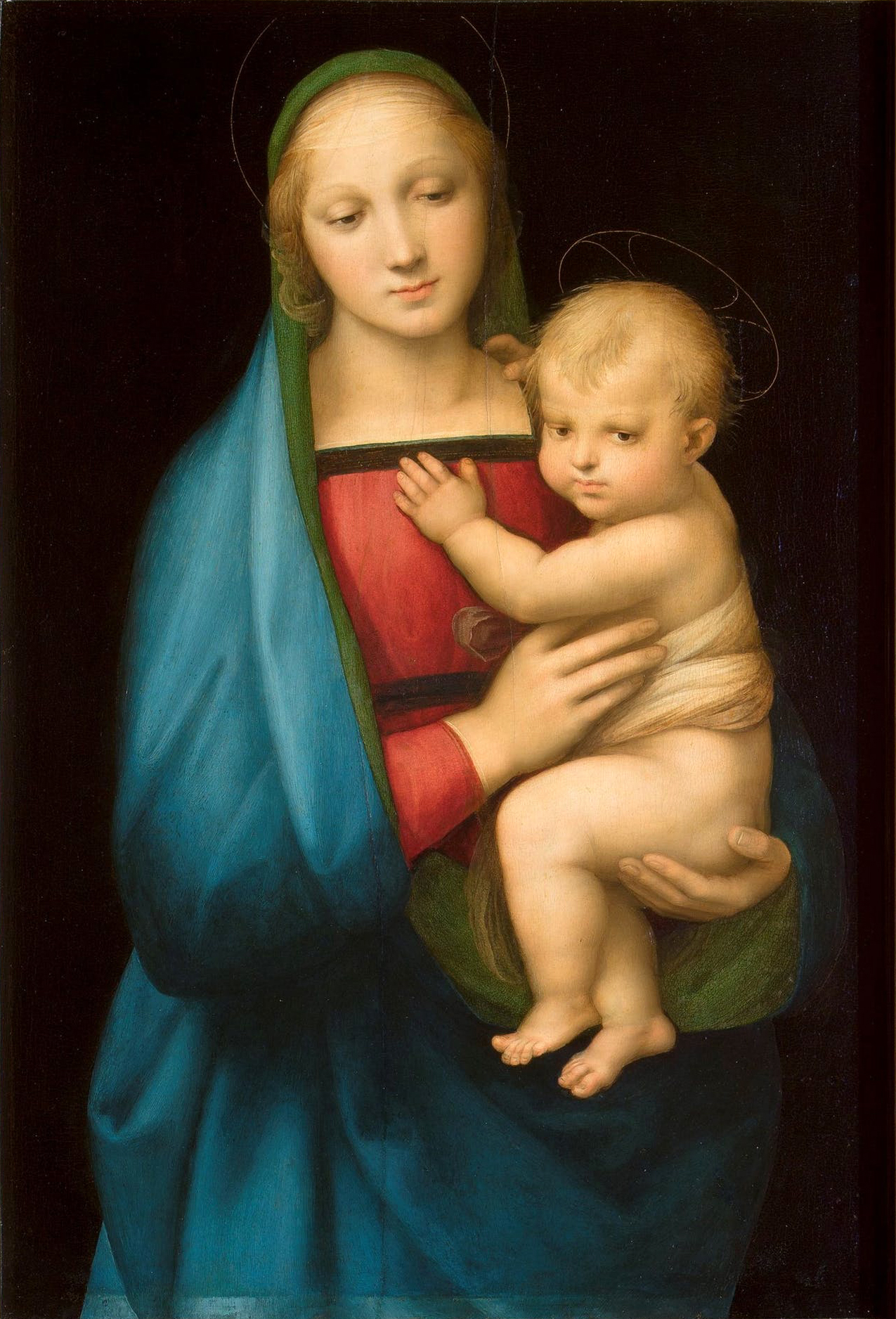
Madonna van de groothertog
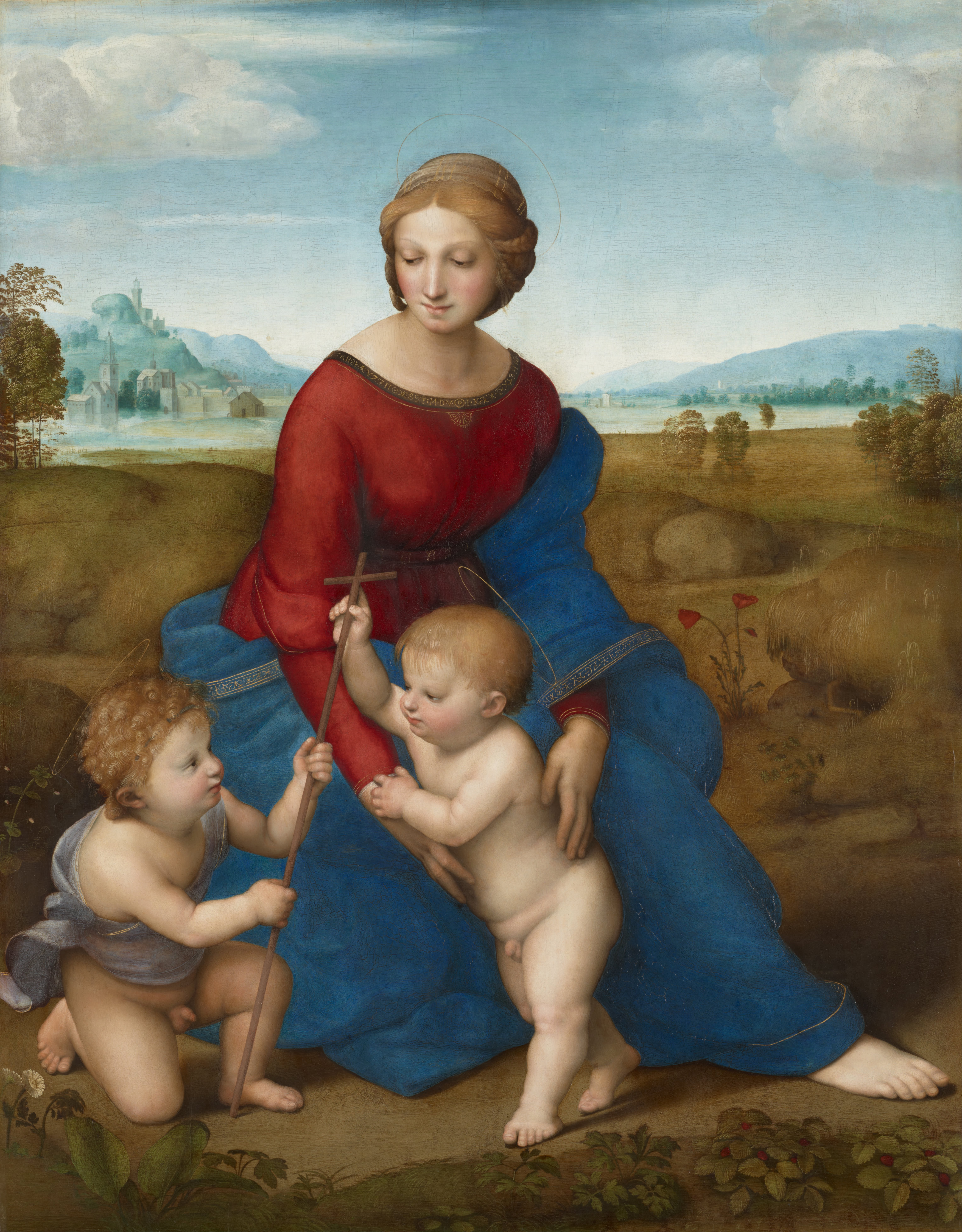
Madonna in de weide
Madonna Alba
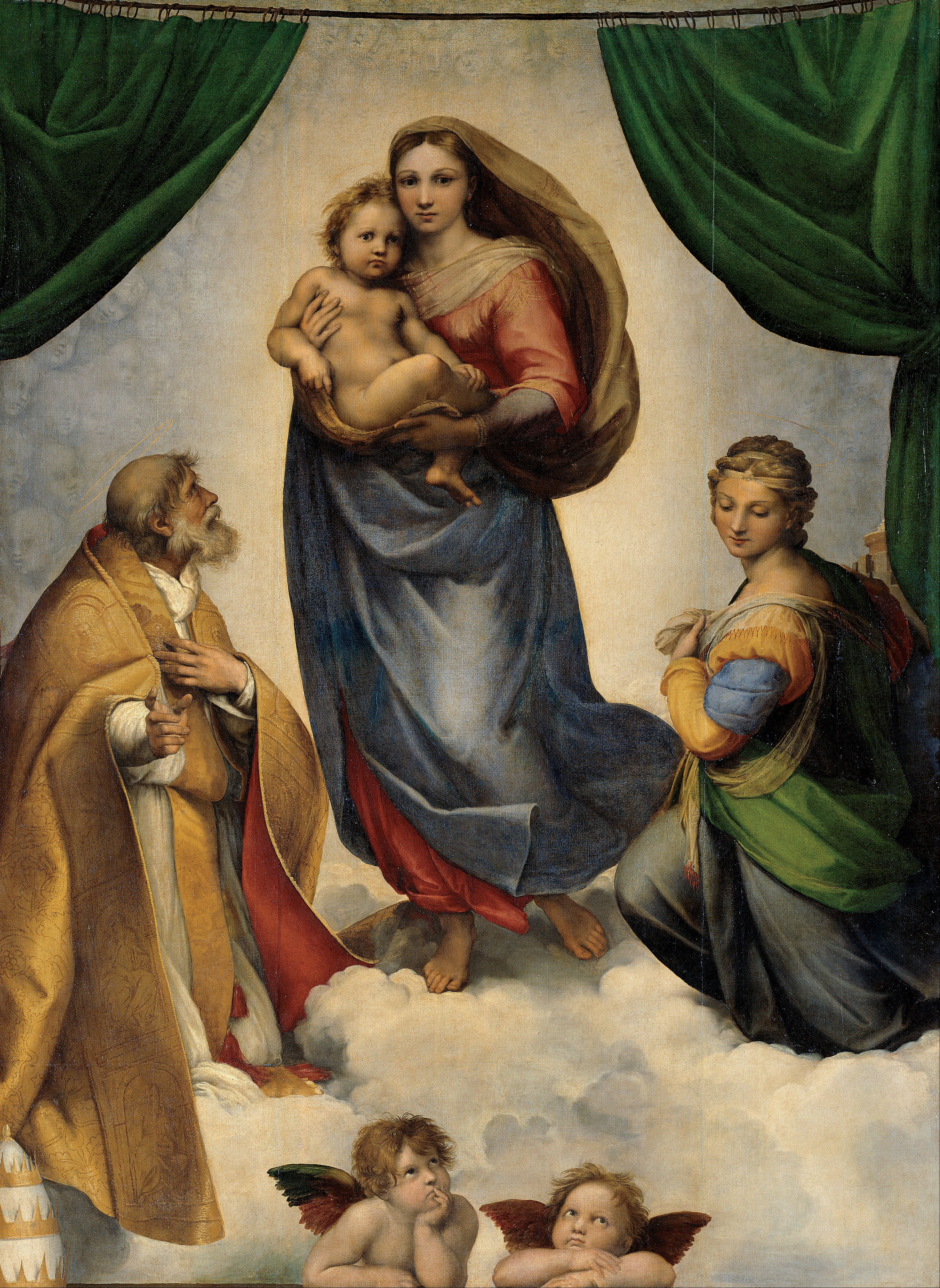
Sixtijnse Madonna
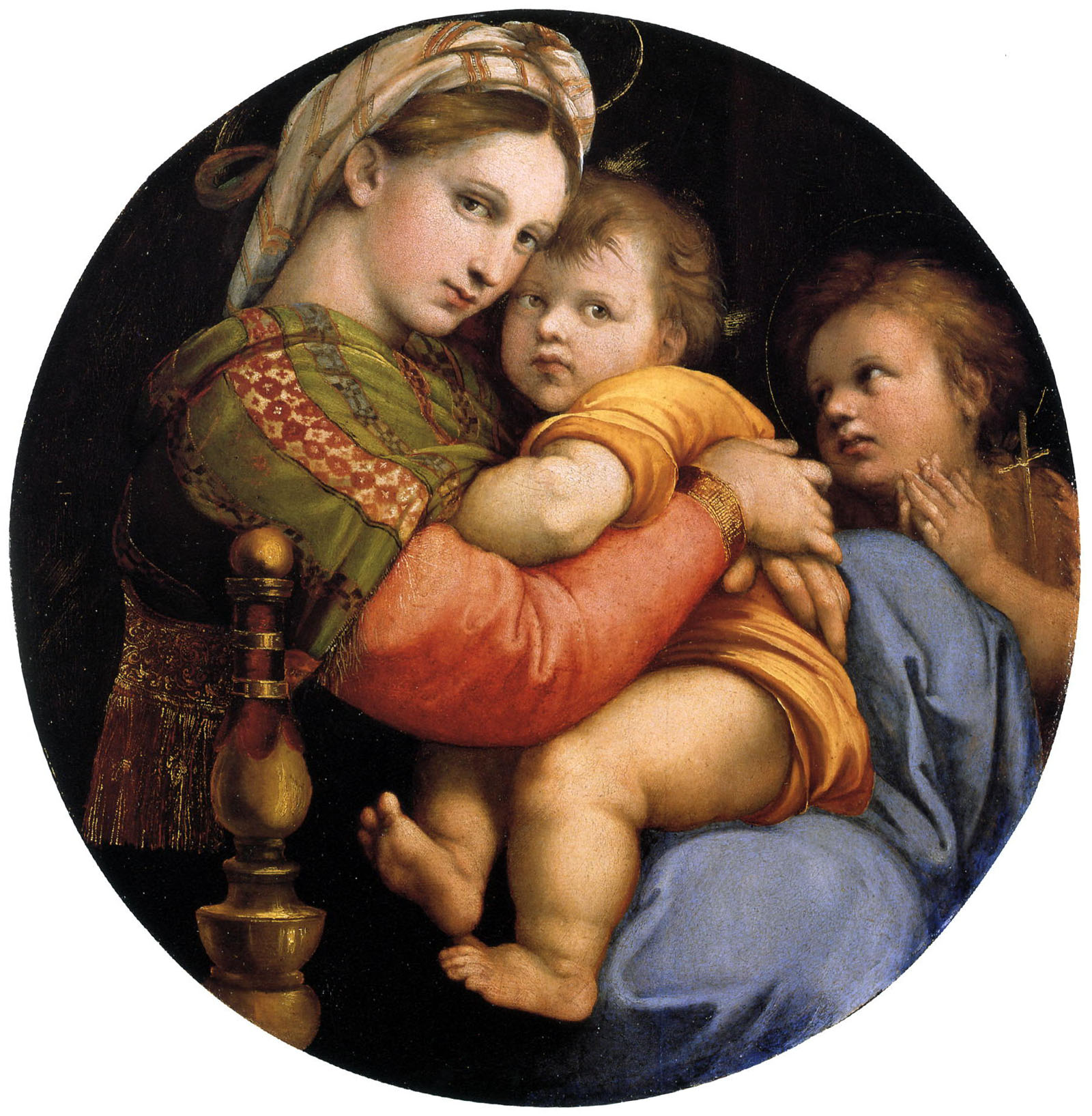
Madonna met de stoel

### Portretten
Rafaël geldt als briljant portretschilder. Rafaëls eerste portretten staan vooral onder invloed van Leonardo da Vinci, zoals het Portret van Maddalena Doni dat gebaseerd lijkt op een vroege versie van de Mona Lisa. Gaandeweg ontwikkelde hij zich tot een gewilde portrettist en schiep hij een reeks met veel psychologisch inzicht geschilderde portretten waarmee hij de weg plaveide voor latere grootmeesters als Titiaan, Velázquez en Rembrandt. Het meedogenloze realisme van sommige portretten contrasteert sterk met het populaire beeld dat velen van Rafaël hebben als schilder van zoetsappige Madonna's en dromerige schoonheden.
Belangrijke en invloedrijke portretten zijn die van de beide pausen voor wie hij werkte, Julius II en Leo X, dat van zijn vriend Baldassare Castiglione en La Donna Velata (De gesluierde vrouw), waarvan nooit duidelijk is geworden wie de afgebeelde is. Hij schilderde ook enkele zelfportretten.

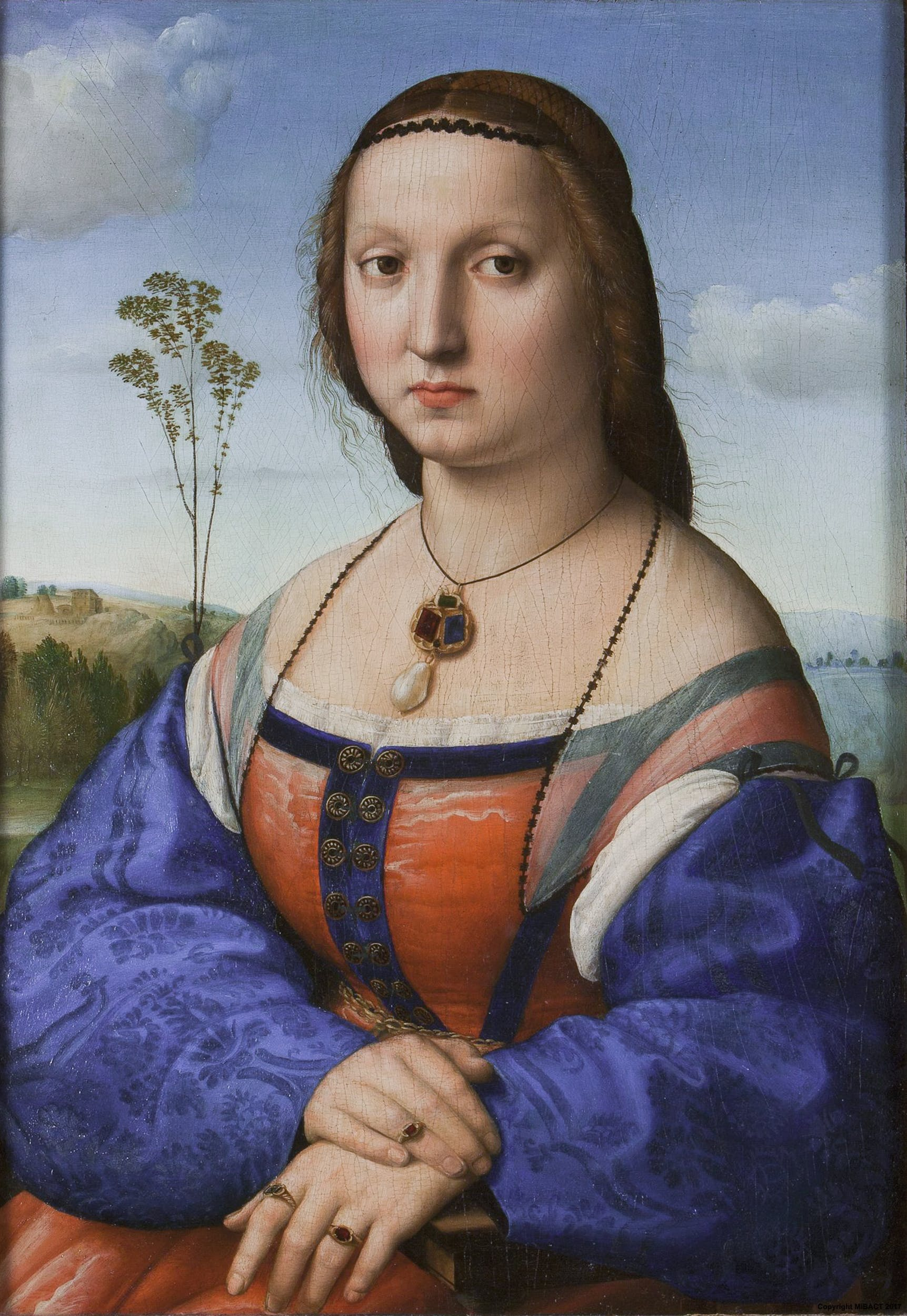
Maddalena Doni
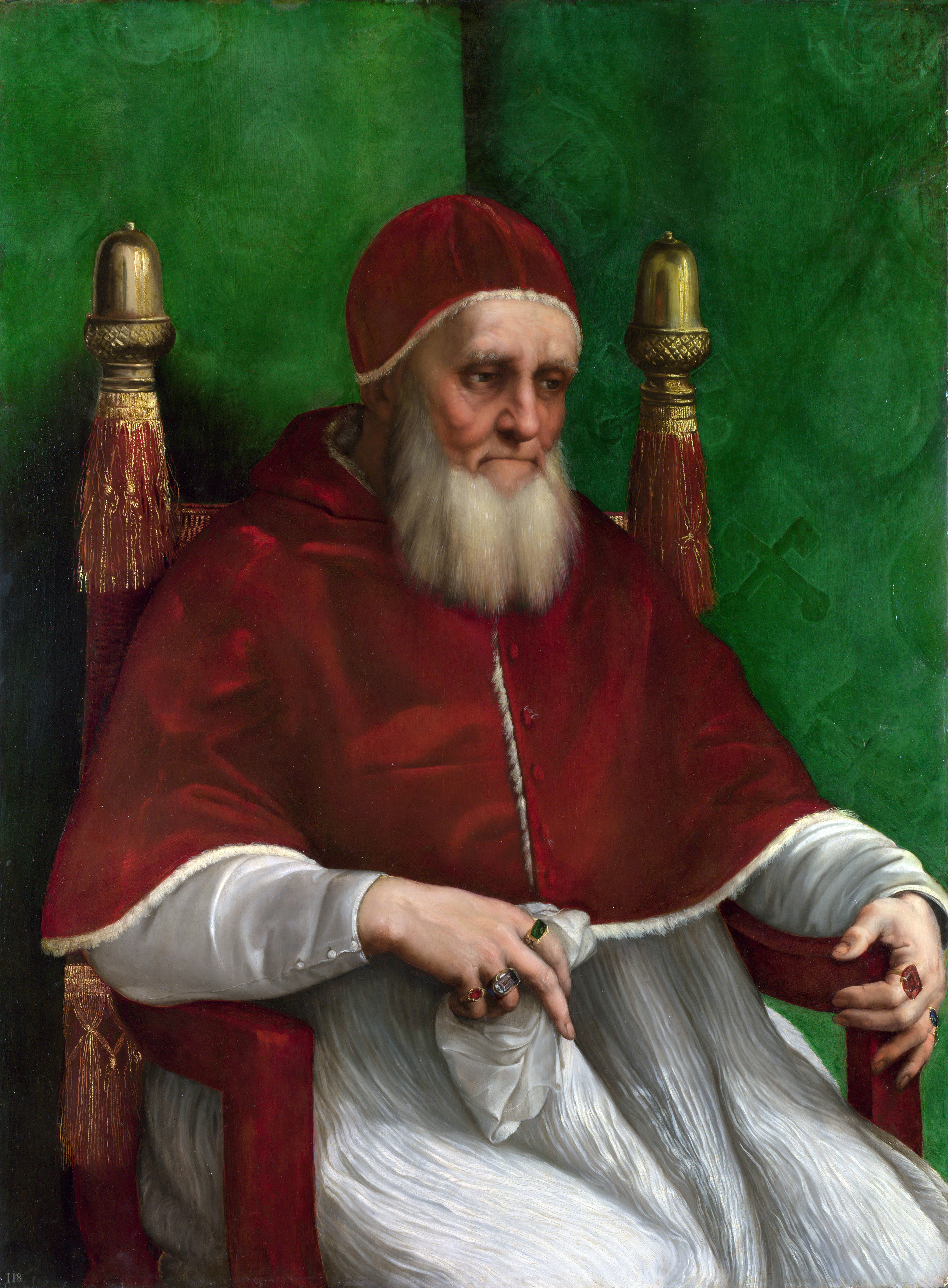
Paus Julius II
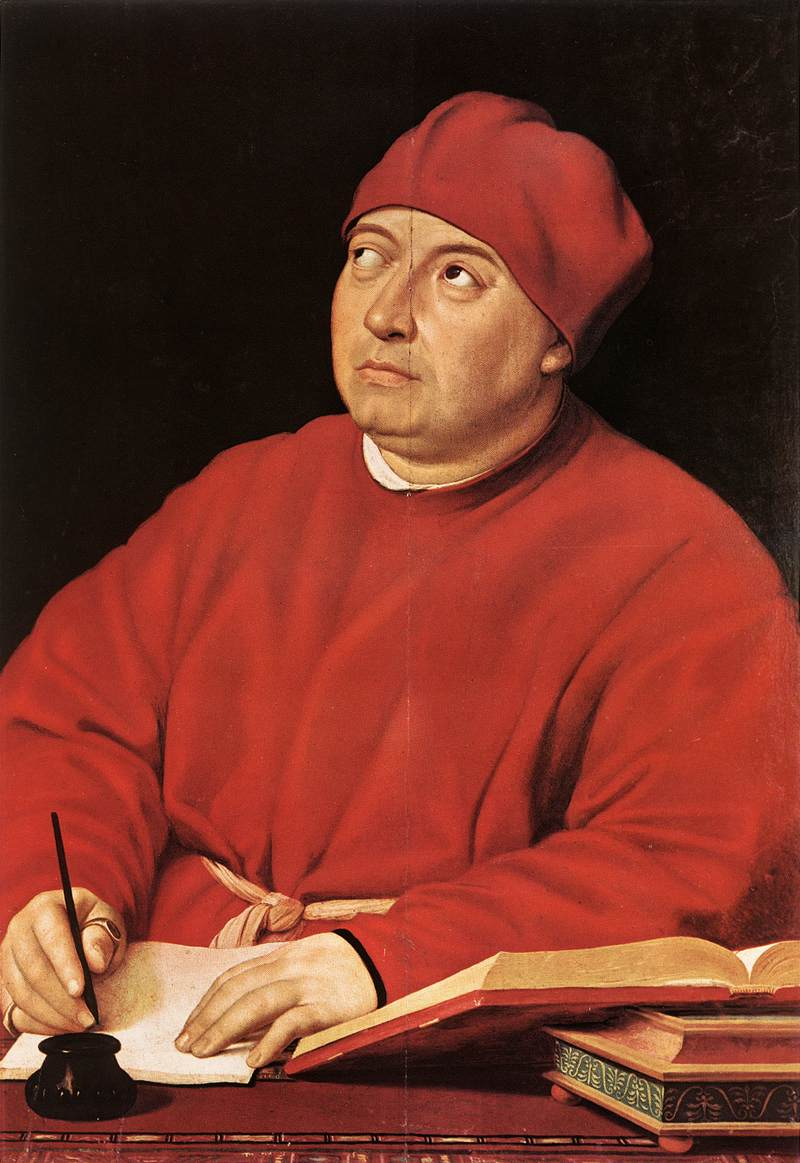
Tommaso Inghirami
Baldassare Castiglione
La Donna Velata
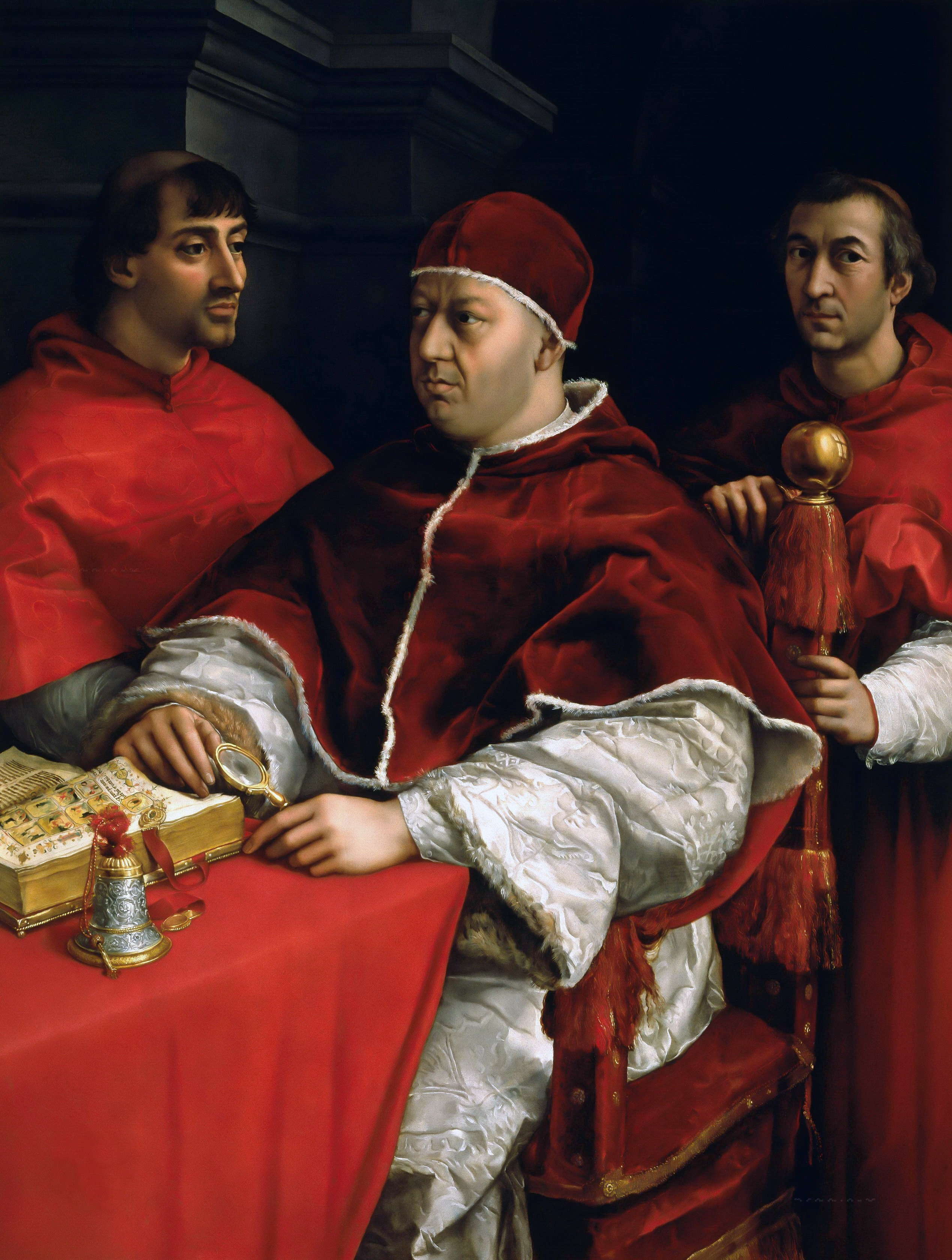
Leo X met zijn neven

### Fresco's
De Stanza della Segnatura (1509-1511) is gewijd aan het menselijk verstand en bevat onder meer twee grote fresco’s, het Dispuut over het Heilige Sacrament of kortweg Disputa en De school van Athene. Het eerste fresco beeldt christelijke theologen af, gegroepeerd onder Jezus. Het tweede fresco toont een groep klassieke filosofen met in het midden Plato en Aristoteles. De een wijst omhoog naar de hemel, de ander naar beneden naar de aarde, hetgeen het humanistische idee uitbeeldt dat de heidense klassieke wereld niet per se strijdig is met het christendom.
De tweede zaal, de Stanza di Eliodoro (ca. 1511-1512), heeft als thema de goddelijke interventie. De mate van betrokkenheid van Rafaël bij de derde zaal is onduidelijk. De uitvoering zou vooral door assistenten zijn gedaan. Rafaël had in Rome dan ook talloze andere taken te vervullen.

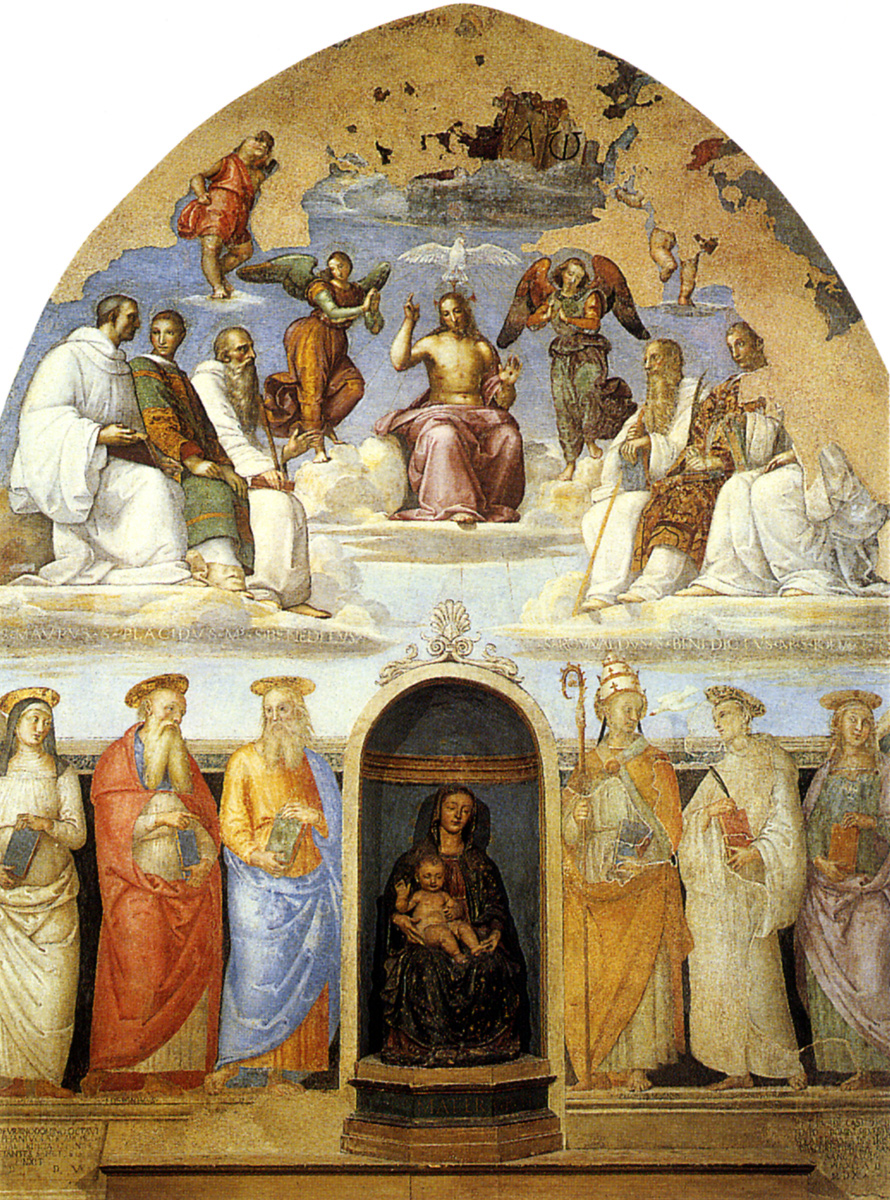
San Severo-kapel
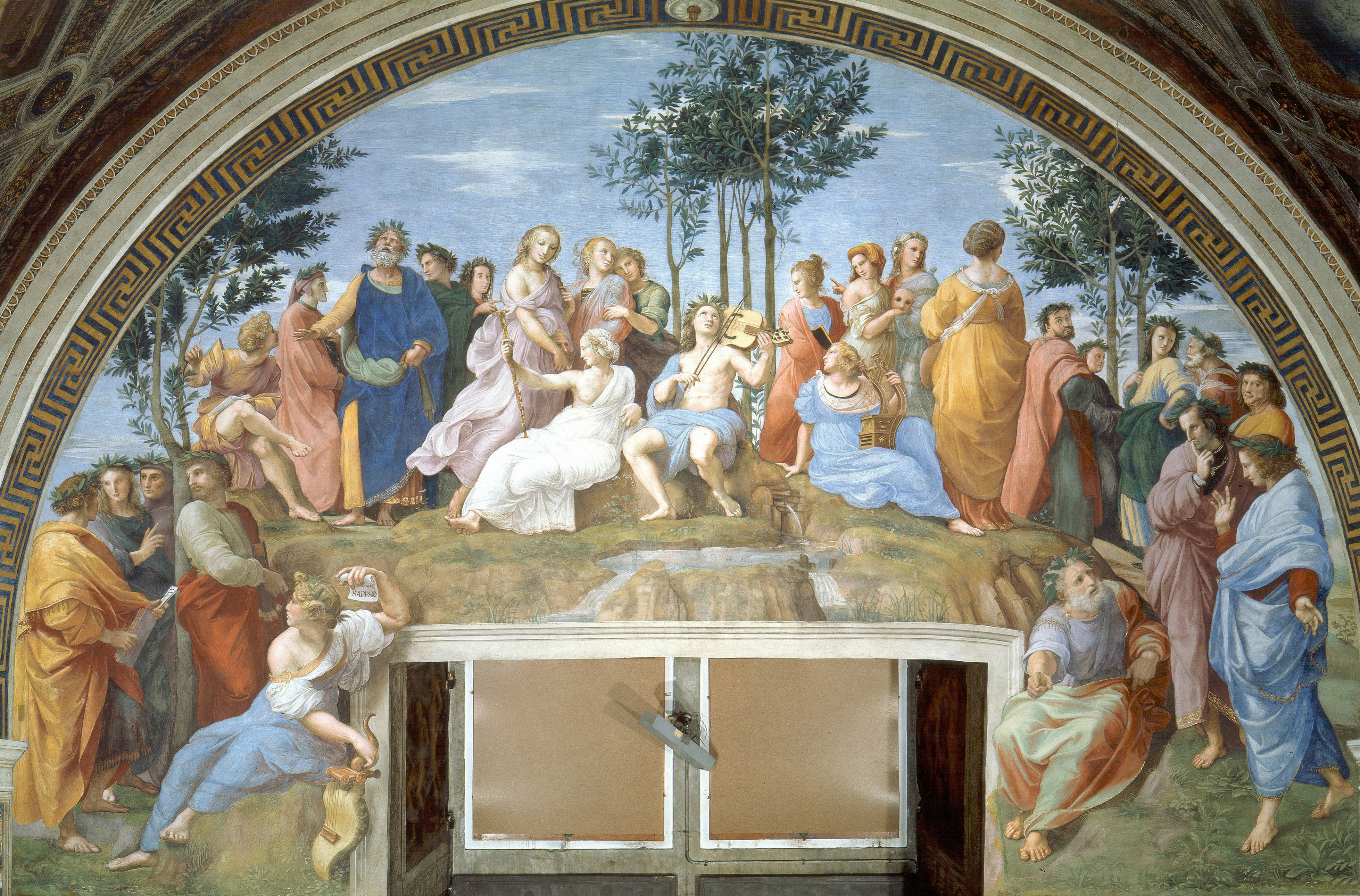
Parnassus Stanza della Segnatura
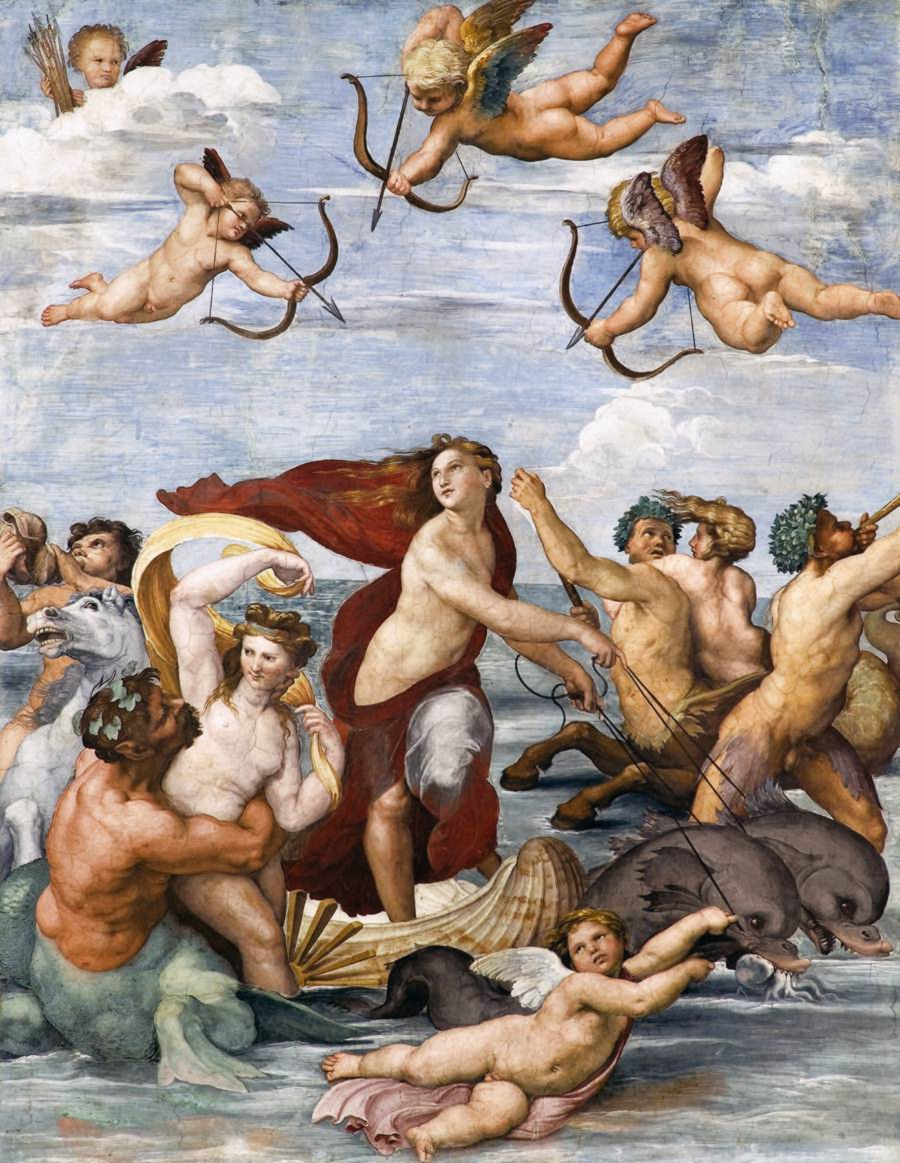
Triomf van Galatea Villa Farnesina
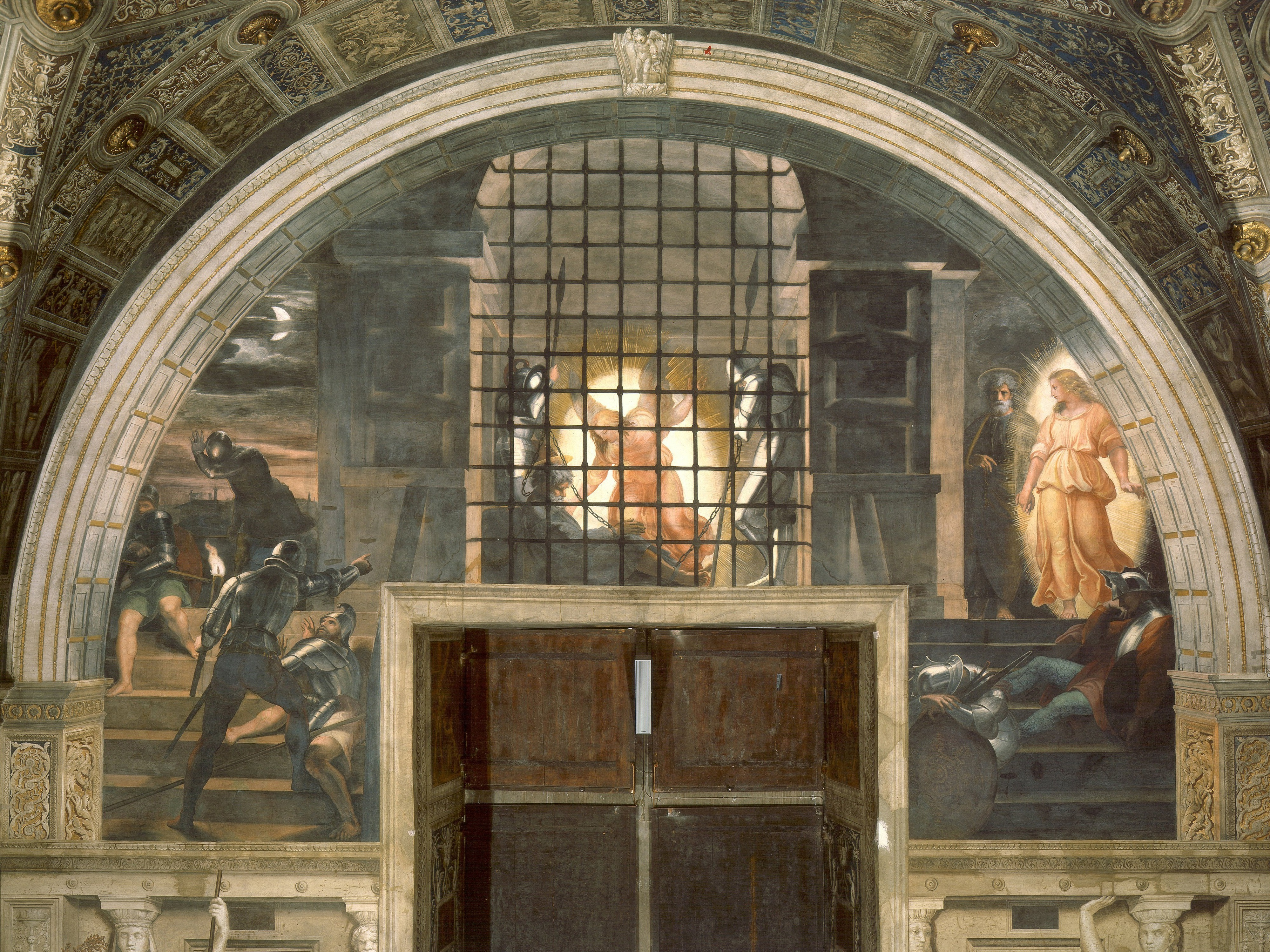
De bevrijding van Petrus Stanza di Eliodoro
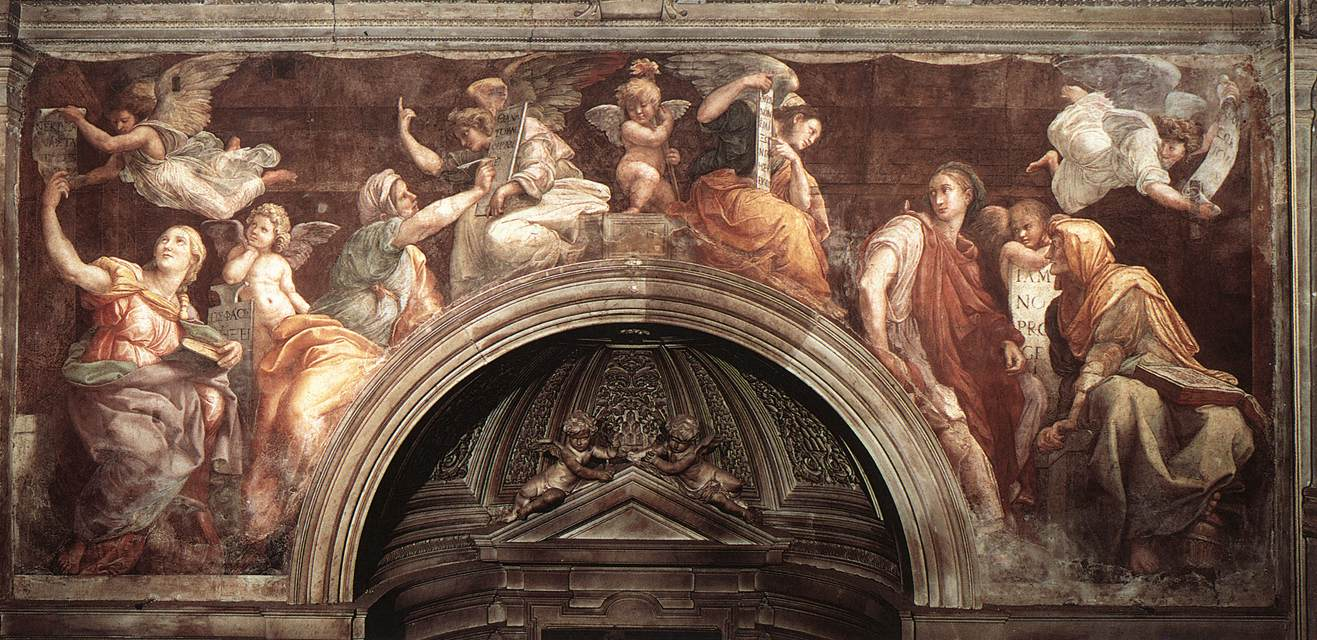
Sibillen en engelen Santa Maria della Pace

### Wandtapijten
Rafaëls kartons voor de tapijtreeks Handelingen van de Apostelen in de Sixtijnse Kapel waren zo beroemd dat ze als zelfstandige kunstwerken bewaard zijn. Ze werden geweven in het Brusselse atelier van Pieter van Aelst.

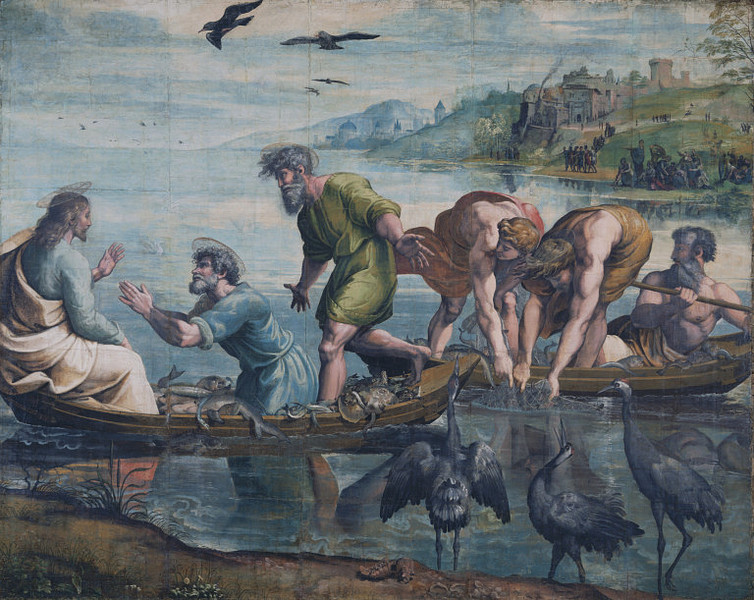
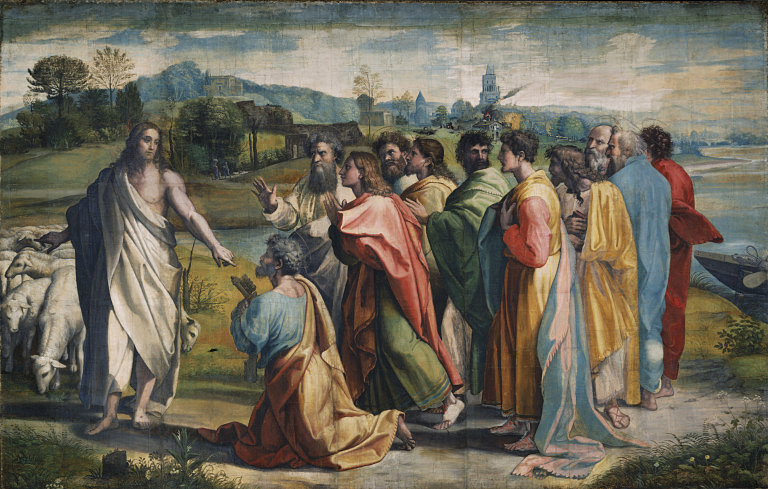
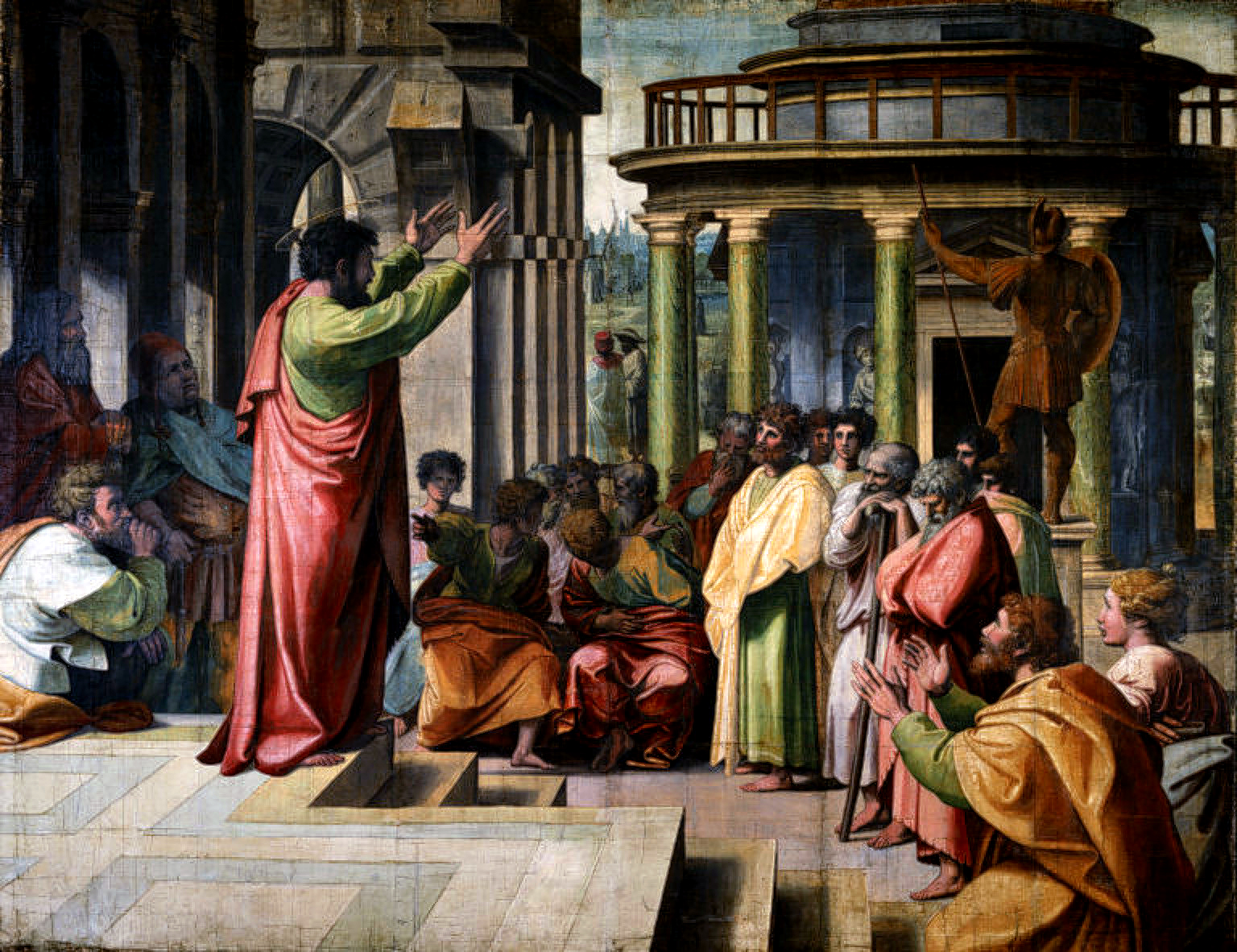

### Architectuur
Rond 1515 ontwierp Rafaël in opdracht van Giulio de Medici de Villa Madama even buiten Rome. Dit luidde een tijdperk in waarin de grote Romeinse families en kerkleiders met elkaar wedijverden om steeds imposantere palazzo's neer te zetten. De hoogrenaissance wordt onder meer gekenmerkt doordat bekende schilders zoals Michelangelo, Leonardo da Vinci en Donato Bramante betrokken werden bij het ontwerp van gebouwen.

## Reputatie en invloed

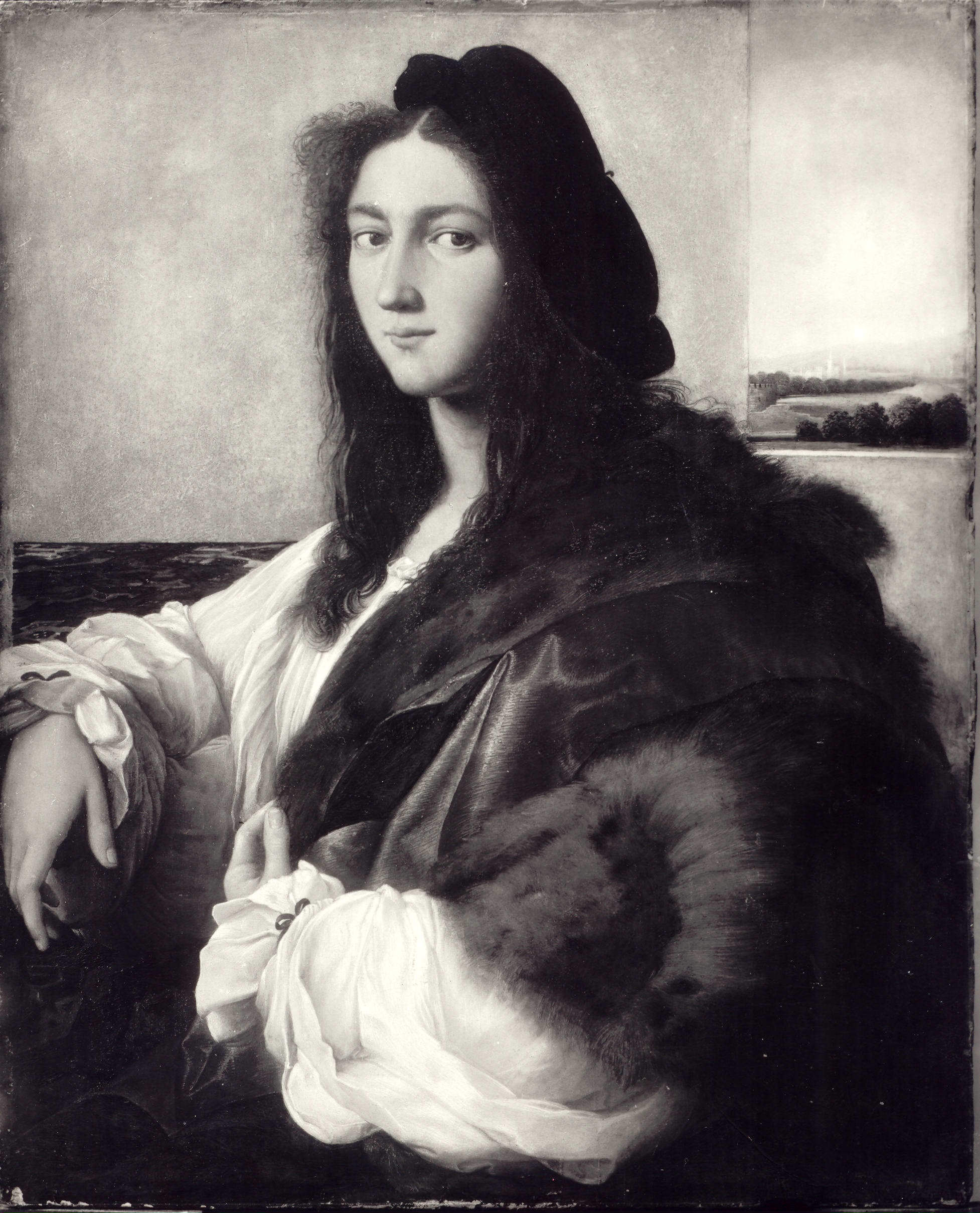
Portret van een jonge man, voorheen Czartoryski-museum, Krakau - in 1939 gestolen door de nazi's en sindsdien spoorloos

In de ogen van Vasari had de schilderkunst de climax bereikt met Michelangelo's perfecte uitbeelding van het menselijk lichaam, maar Rafaël was een goede tweede. Volgens hem was Rafaël zo verstandig geweest zich te richten op de artistieke problemen die Michelangelo had laten liggen, zoals de verhalende voorstellingen van de Stanze en de Vaticaanse wandtapijten en zijn invloedrijke portretten. Vasari vond dat het voor jonge kunstenaars zinloos was om de unieke, eigenzinnige Michelangelo na te volgen, maar Rafaël zou al snel school maken. Kunsthistoricus Ernst Gombrich parafraseerde zijn opvatting als volgt: "Als Michelangelo de hoogste top is, is Rafaël een naburige bergketen die maar iets minder hoog is, maar veel makkelijker te beklimmen."
Vanaf dat moment werd hij 300 jaar lang door velen beschouwd als de grootste kunstenaar aller tijden. Voor jonge kunstenaars was het vanzelfsprekend om een reis naar Rome te maken en daar Rafaëls fresco's in het Vaticaan te kopiëren. De waterdraagster van De brand in de Borgo was hierbij een klassieker. Een van de vele door Rafaël geïnspireerde schilders was Ingres.
Vooral in de negentiende eeuw groeide het verzet tegen de verafgoding van Rafaël. De leden van de Engelse kunstenaarsgroep de prerafaëlieten vonden hem overgewaardeerd en beschouwden hem als een symbool van een academische kunst die oppervlakkige vormperfectie boven inhoud en gedachte verhief. In reactie daarop haalden zij hun inspiratie uit de gotische kunst van hun eigen middeleeuwen en de Italiaanse vroegrenaissance, zoals Fra Angelico. John Ruskin, de kunsttheoreticus die de prerafaëlieten steunde, zag het werk van Rafaël als een keerpunt in de kunstgeschiedenis. Rafaël had de kunst de verkeerde weg op gestuurd. De kunstenaars na hem wilden alleen nog maar mooie plaatjes maken, waardoor de serieuze kunst met een morele en stichtende inhoud in verval was geraakt.
In zijn destijds controversiële schilderij Le déjeuner sur l'herbe verwees Manet naar Het oordeel van Paris, een prent van Marcantonio Raimondi naar een ontwerp van Rafaël.

### Tot 1900
- (it) Vasari, Giorgio (1550/1568): Le vite de' più eccellenti pittori, scultori e architettori, Florence
- (it) Lomazzo, G.P. (1584): Trattato dell'arte della pittura, scoltura et architettura, Milaan
- (de) Passavanti, J.D. (1839): Rafael von Urbino und seine Vater Giovanni Santi, Leipzig
- (fr) Müntz, Eugène (1881), Raphaël, sa vie, son œuvre et son temps, Parijs
- (it) Cavalcaselle & Crowe (1884-1891): Raffaello, la sua vita e sue opere, Florence

### Vanaf 1900
- (en) Ames-Lewis, Francis (1986): The Draftsman Raphael, New Haven & Londen: Yale University Press
- (en) Badt, Kurt (1959): Raphael's 'Incendio del Borgo', Journal of the Warburg and Courtauld Institutes, 22-1/2 (jan-juni 1959), p. 35-59
- (en) Campbell, Thomas P. (red.) (2002): Tapestry in the Renaissance: Art and Magnificence, New York: Metropolitan Museum of Art / New Haven: Yale University Press; te lezen op MetPublications (website Met NY)
- (en) Cassidy, Brendan (2008): A Note on the Later History of Raphael's Ansidei Altarpiece, The Burlington Magazine 150 (oktober 2008), p. 672-675
- (en) Ettlinger, Leopold D., & Helen S. Ettlinger (1987): Raphael, Oxford: Phaidon
- Ferino-Pagden, Sylvia, & Maria Antonietta Zancan (1993): Rafaël. Complete catalogus, Amsterdam: Meulenhoff (vertaald uit het Italiaans door Etta Maris)
- (en) Gombrich, E.H. (1950/1989): The Story of Art, Oxford: Phaidon (in het Nederlands vertaald als Eeuwige schoonheid)
- (en) Gombrich, E.H. (1963): Psycho-Analysis and the History of Art, in: Meditations on a Hobby Horse, Oxford: Phaidon, p. 30-44
- (en) Gombrich, E.H. (1966): Norm and Form, Oxford: Phaidon - met i.h.b. de essays:
  - Leonardo's Method for Working out Compositions, p. 58-63
  - Raphael's Madonna della Sedia, p. 64-80
- (en) Gombrich, E.H. (1972): Raphael's Stanza della Segnatura and the Nature of its Symblism, in: Symbolic Images, Oxford: Phaidon, p. 85-101
- (en) Gombrich, E.H. (1986): New Light on Old Masters, Oxford: Phaidon - met i.h.b. de essays:
  - Ideal and Type in Renaissance Painting, p. 89-124
  - Raphael: A Quincentennial Address, p. 125-141
  - The Ecclesiastical Significance of Raphael's 'Transfiguration', p. 142-146
- (en) Hartt, Frederick (1944): Raphael and Giulio Romano: With Notes on the Raphael School, The Art Bulletin 26-2 (juni 1944), p. 67-94
- (en) Haverkamp-Begemann, Egbert, & Carolyn Logan (1988): Creative Copies. Interpretative Drawings from Michelangelo to Picasso, Londen: Sotheby's / Amsterdam: Meulenhoff/Landshoff
- (de) Korbacher, Dagmar; e.a. (2020): Raffael in Berlin. Die Madonnen der Gemäldegalerie. Die Meisterwerke aus dem Kupferstichkabinett, Berlijn: Kupferstichkabinett – Staatliche Museen zu Berlin (catalogus van de tentoonstelling 2020; PDF te lezen op website Staatliche Museen zu Berlin)
- (en) Panofsky, Erwin (1968): Idea. A Concept in Art Theory, New York: Harper & Row (Icon Editions) - Engelse vertaling van Idea: Ein Beitrag zur Begriffsgeschichte der alteren Kunsttheorie (Leipzig, 1924)
- (en) Panofsky, Erwin (2020): Michelangelo's Design Principles, Particularly in Relation to Those of Raphael, Princeton University Press (vertaald uit het Duits door Joseph Spooner)
- (en) Sartore, Alberto Maria (2008): New documents for Raphael's 'Coronation of the Virgin' and Perugino's Corciano 'Assumption of the Virgin', The Burlington Magazine 150 (oktober 2008), p. 669-672
- (en) Sartore, Alberto Maria (2011): 'Begun by Master Raphael': the Monteluce 'Coronation of the Virgin', The Burlington Magazine 153 (juni 2011), p. 387-391
- (en) Shearman, John (1994): Castiglione's portrait of Raphael, Mitteilungen des Kunsthistorischen Institutes in Florenz, 38-1 (1994), p. 69-97
- (de) Sonnenburg, Hubertus von (1983): Raphael in der Alte Pinakothek, München: Prestel Verlag
- (en) Williams, Robert (2017): Raphael and the Redefinition of Art in Renaissance Italy, Cambridge University Press